# Alfombra turca

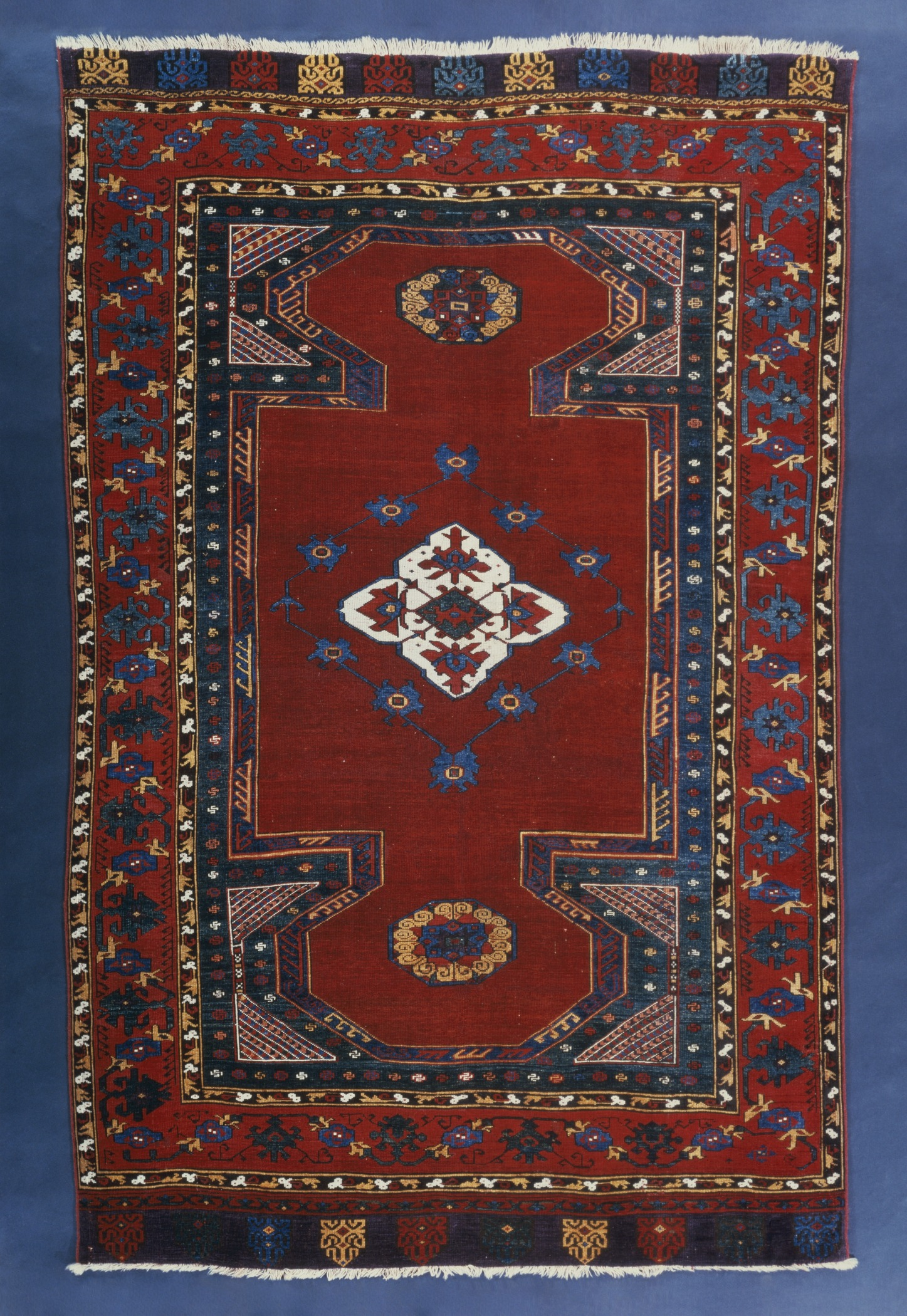
Alfombra turca de doble nicho, región de Konya, hacia 1750-1800. LACMA M.2004.32 Museo de Arte del Condado de Los Ángeles (LACMA) M.2004.32

La alfombra turca o alfombra de Anatolia es un término de conveniencia, comúnmente usado para designar alfombras tejidas en Anatolia (o en el Asia Menor) y sus regiones adyacentes. Geográficamente, su área de producción se puede comparar con los territorios históricamente dominados por el Imperio otomano. Tiene un tejido anudado con pelo y se produce para uso doméstico y su colocación en suelos o paredes, su venta en locales y también para la exportación. Junto con el kilim de tejido plano, las alfombras turcas representan una parte esencial de la cultura regional, que hoy se conoce oficialmente como la cultura de Turquía, y se deriva del pluralismo étnico, religioso y cultural de uno de los centros más antiguos de la civilización humana. Esta mezcla originariamente comenzó como resultado del encuentro de los turcos y su cultura con las de los pueblos que se encontraban en su camino durante su migración desde Asia central a Occidente, así como los armenios, las tribus caucásicas y kurdas que vivían o migraban a Anatolia a diferentes épocas de la historia contribuyeron con sus motivos y ornamentos tradicionales. La llegada del Islam y el desarrollo del arte islámico influyó profundamente en el diseño de la alfombra de Anatolia. Sus ornamentos y patrones reflejan así la historia política y la diversidad social del área. Sin embargo, la investigación científica no pudo, hasta el momento, atribuir ninguna característica de diseño particular a ninguna tradición étnica o regional específica, o también diferenciar entre patrones de diseño nómadas y campesinos.
Dentro del grupo de alfombras orientales, la alfombra de Anatolia se distingue por las características particulares de sus tintes y colores, motivos, texturas y técnicas. Los ejemplos varían en tamaño desde pequeñas yastik hasta alfombras grandes, del tamaño de una habitación. Los ejemplos más antiguos de alfombras de Anatolia que se conocen datan del siglo XIII. Diferentes tipos de alfombras se han tejido desde entonces en manufacturas y talleres provinciales, hogares de aldeas, asentamientos tribales o en la carpa de los nómadas. Las alfombras se producían simultáneamente en todos los niveles de la sociedad, principalmente con lana de oveja, algodón y tintes naturales. A menudo están ligadas con nudos simétricos, fueron tan ampliamente utilizados en la zona que los comerciantes de alfombras occidentales a comienzos del siglo XX que adoptaron el término nudo «turco» o «Ghiordes» para esta técnica. A partir de 1870, la corte otomana también fabricaba alfombras de seda, a veces con hilos de oro o plata, Pero el material tradicional de la mayoría de las alfombras turcas fue el hilado a mano de lana teñida natural.
En Europa, las alfombras turcas se representaban con frecuencia en pinturas renacentistas, a menudo en un contexto de dignidad, prestigio y lujo. Los contactos políticos y el comercio se intensificaron entre Europa occidental y el mundo islámico después del siglo XIII. Cuando se estableció el comercio directo con el Imperio otomano durante el siglo XIV, se dio a todos los tipos de alfombras, indiscriminadamente, la firma de alfombras «turcas», independientemente de su lugar de fabricación real. Desde finales del siglo XIX, las alfombras orientales han estado sujetas al interés histórico y científico del arte en el mundo occidental.
El arte y la artesanía de la alfombra de Turquía experimentaron serios cambios con la introducción de tintes sintéticos del último tercio del siglo XIX en adelante. La producción masiva de alfombras baratas diseñadas para el éxito comercial había llevado la antigua tradición a la extinción. A finales del siglo XX, proyectos como la Iniciativa de alfombras DOBAG han revivido con éxito la tradición del tejido de alfombras de Anatolia con hilado de lana a mano y diseños tradicionales.

## Historia

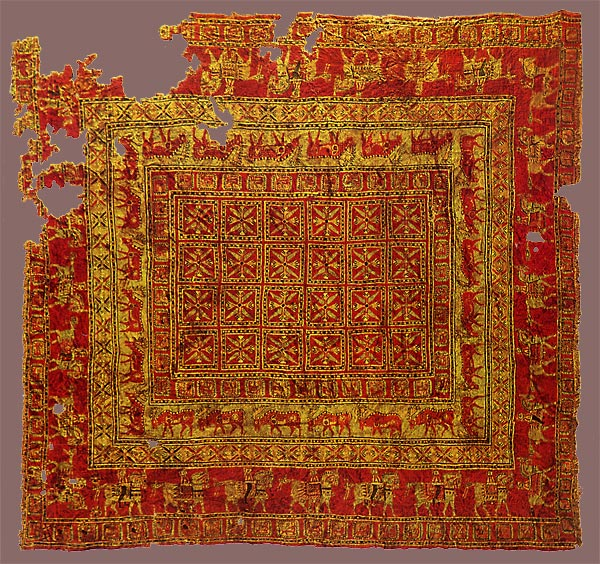
La Alfombra Pasyryk, cerca del, Museo del Hermitage (San Petersburgo).

El origen del tejido de alfombras sigue siendo desconocido, ya que las alfombras están sujetas al desgaste y destrucción por parte de insectos y roedores y del uso. Surgieron controversias sobre la precisión de la afirmación, de que los registros más antiguos de kilims de tejidos planos proceden de las excavaciones de Çatalhöyük, que datan del año 7000 a. C. aproximadamente.  El informe de los excavadores, permaneció sin confirmar, ya que afirmaba que las pinturas murales y sellos de arcilla para estampar los trajes, que representan motivos de los kilims, se habían desintegrado poco después de su exposición.
La alfombra anudada más antigua que se conserva es la alfombra Pasyryk, que data del siglo V a. C. Su fabricación es desconocida, pero su fino tejido de nudos y el modelo finamente elaborado es un espectáculo simétrico del arte en el elaboración de alfombras, que había llegado a este primer periodo con una gran madurez técnica y artística.
La historia del tejido de alfombras en Anatolia debe entenderse en el contexto de la historia política y social del país. Anatolia fue la cuna de antiguas civilizaciones, como los hititas, los frigios, los asirios, los persas, los armenios, los antiguos griegos y el Imperio bizantino. La ciudad de Bizancio fue fundada en el siglo VII a. C. por los griegos, y declarada como una ciudad romana en el año 303 por el emperador romano Constantino I.  El tejido de alfombras probablemente ya se conocía en Anatolia durante este tiempo, pero hoy no se conocen alfombras que puedan remontarse a esa época. El año 1071, los selyúcidas de Alp Arslan derrotaron al emperador bizantino Romano IV Diógenes en la batalla de Manzikert. Romano fue hecho prisionero. Aunque se hizo un tratado que establecía una frontera similar a la que ya existía de facto, en la práctica en los siguientes años los selyúcidas Oghuz se extendieron por Anatolia.

### Alfombras Seljuq: informes de viajeros y fragmentos de Konya
A comienzos del siglo XIV, Marco Polo venía de Persia, y viajó de Sivas a Kayseri, escribió en las notas de sus viajes:

.. te ibi fiunt Soriani te Tapeti pulchriores de mundo te pulchrioris color.
 
«... y aquí hacen las más hermosas sedas y alfombras del mundo, y con los colores más hermosos».

Abu al-Fida, citando Ibn Said al-Maghribi, se refiere a la exportación de alfombras de las ciudades de Anatolia hacia finales del siglo XIII: «Aquí se fabrican las alfombras turcomanas, que se exportan a todos los demás países». Él y el comerciante marroquí Ibn Battuta mencionan Aksaray como un importante centro de tejido de alfombras a principios y a mediados del siglo XIV.
Las alfombras tejidas supervivientes más antiguas se encontraron en Konya , Beyşehir y Fustat, y datan del siglo XIII. Estas alfombras del periodo del sultanato de Rum turco gobernado por la dinastía selyúcida situado en Anatolia (1243-1302) se consideran el primer grupo de alfombras de Anatolia. Ocho fragmentos fueron encontrados en 1905 por FR Martin, en la mezquita de Alaeddin a Konya, cuatro en la mezquita de Eşrefoğlu a Beyşehir en la provincia de Konya por RM Riefstahl en 1925. Otros fragmentos se encontraron a Fustat, hoy un suburbio de la ciudad de El Cairo.
A juzgar por su tamaño original -el historiador Riefstahl informa una alfombra de hasta 6 metros de longitud-, las alfombras de Konya deben haber sido producidas en fábricas de la ciudad, ya que los telares de este tamaño difícilmente podrían haber sido instalados en una casa nómada o de pueblo. Dónde exactamente se tejieron estas alfombras es desconocido. Los patrones de campo de las alfombras de Konya son en su mayoría geométricos y pequeños con relación al tamaño de la alfombra. Patrones similares están dispuestos en filas diagonales: hexágonos con reseguimientos simples o pegados; cuadrados llenos de estrellas, con cúfico interpuesto como decoración; hexágonos en diamantes compuestos de rombos llenos de flores y hojas estilizadas. Sus fronteras principales a menudo contienen ornamentos cúficos. Las esquinas no están «resueltas», lo que significa que el diseño del borde está cortado y no continúa en diagonal cerca de las esquinas. Los colores -azul, rojo, verde, en menor medida también blanco, marrón, amarillo son tenues, con frecuencia dos tonos del mismo color se oponen entre sí. Casi todos los fragmentos de alfombras muestran diferentes patrones y ornamentos. Las alfombras de Beyşehir están estrechamente relacionadas con el especie de Konya en cuanto a diseño y color.
Por contraste con las «alfombras de animales» del período siguiente, las representaciones de animales rara vez se ven en los fragmentos de esta etapa. Las filas de cuadrúpedos con cuernos colocados uno frente al otro, o las de al lado de un árbol se pueden reconocer en algunos fragmentos. El estilo de las alfombras Selyúcida tiene un paralelismo entre la decoración arquitectónica de las mezquitas contemporáneas, como las de Divriği, Sivas y Erzurum, y puede estar relacionado con el arte bizantino. Las alfombras se conservan en el Museo Mevlana en Konya, y al Museo de Arte Turco e Islámico de Estambul.

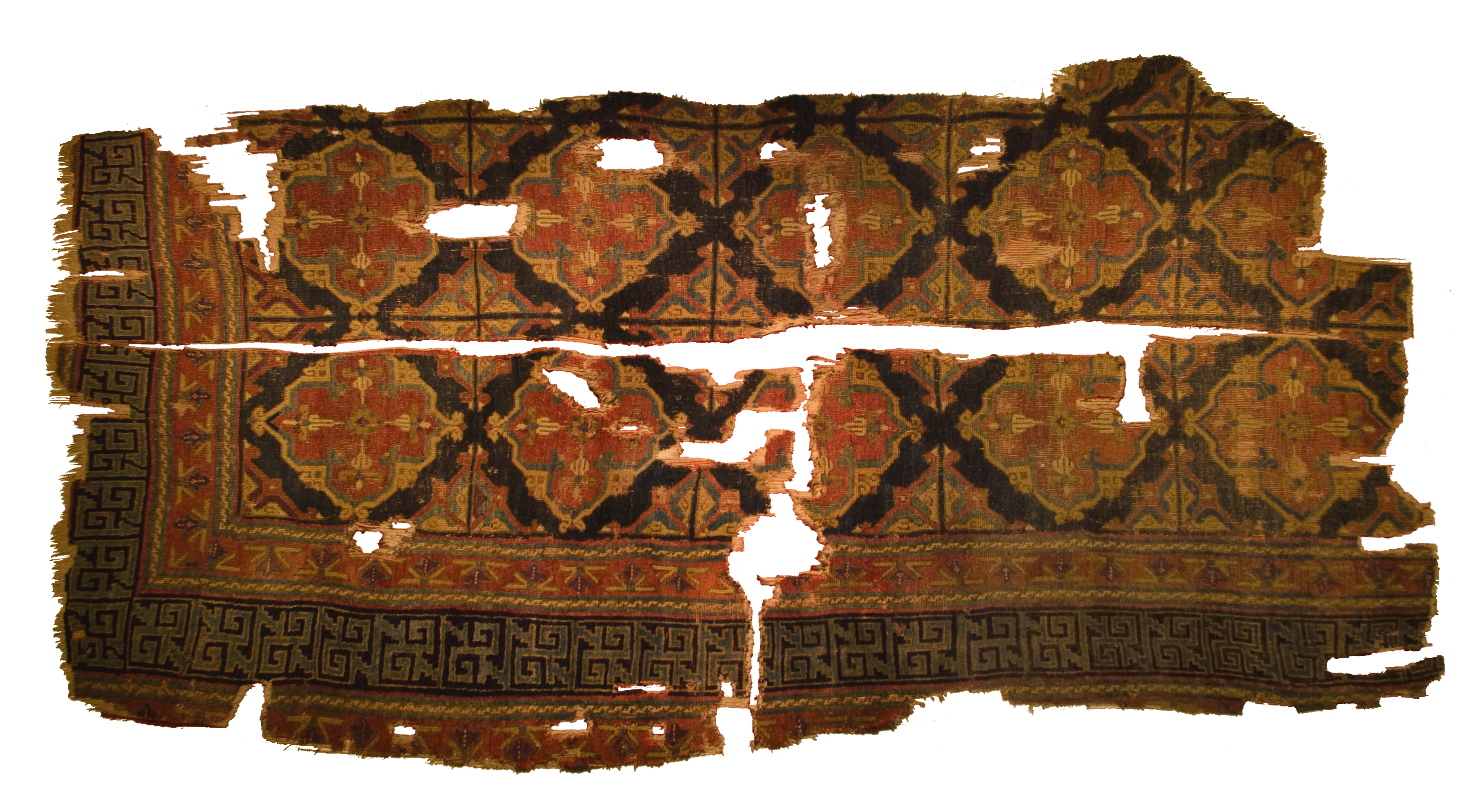
Fragmento de alfombra de la mezquita de Eşrefoğlu, Beysehir, Turquía. Período Seljuq, siglo XIII.
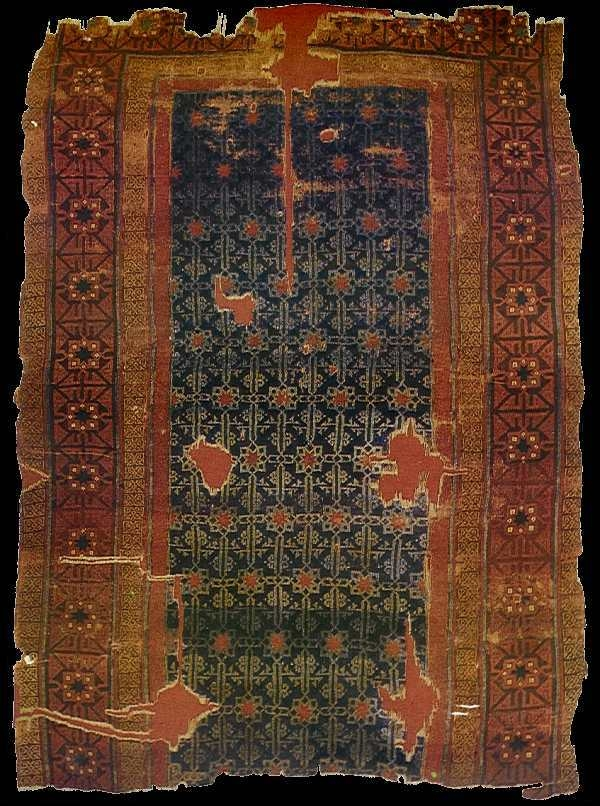
Alfombra Seljuq, 320 x 240 cm, de la mezquita de Alaeddin, Konya, segle XIII
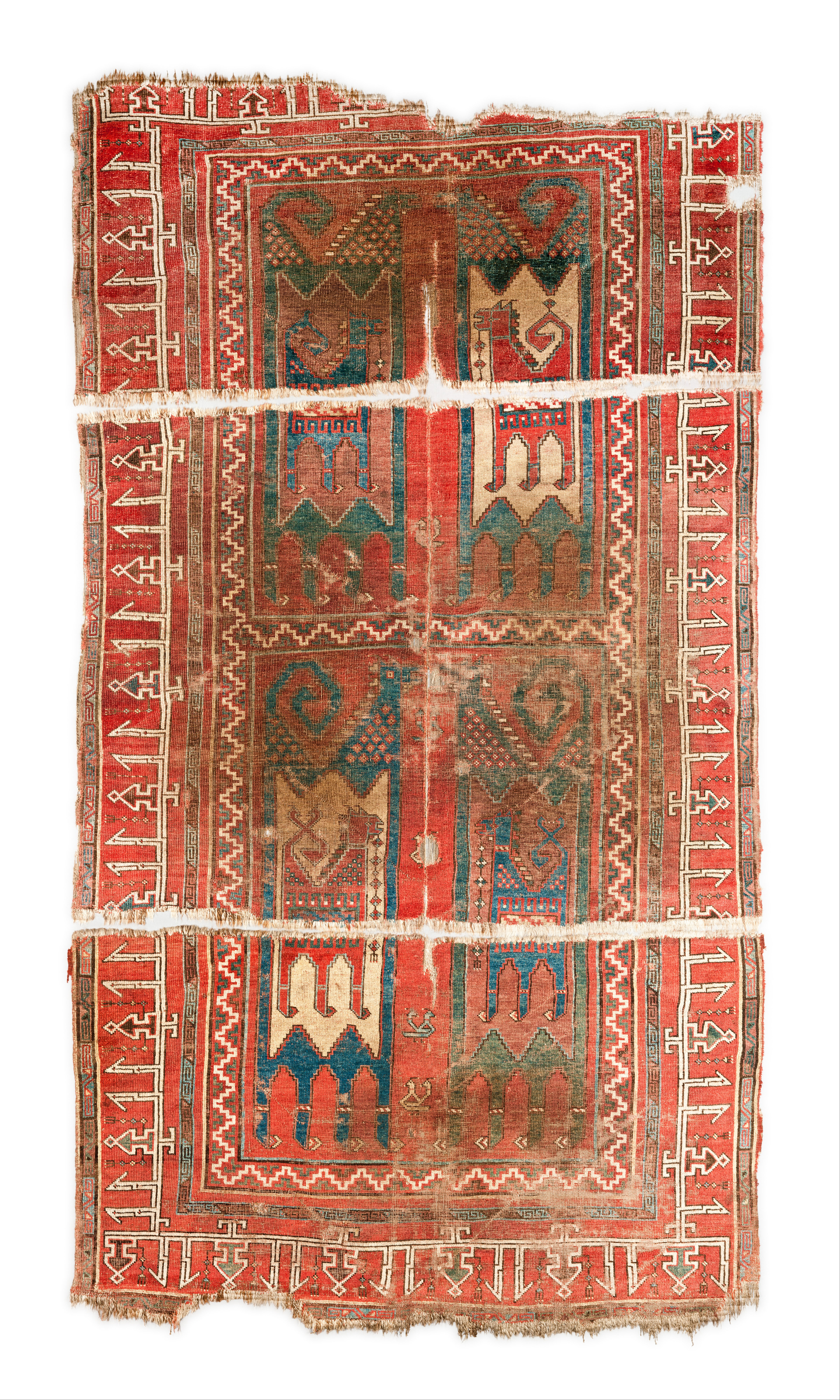
Alfombra de animales, datada del siglo XI-XIII, Museo de Arte Islàmico, Doha -

### Alfombras de los Beylicatos de Anatolia
A comienzos del siglo XIII, el territorio de Anatolia fue invadido por los mongoles. El debilitamiento del sultanato de Rum permitió a las tribus turcomanas conocidas como los turcos Oghuz organizarse en pequeños emiratos independientes, los  Beylicatos Turcos de Anatolia. Estos fueron integrados más tarde al imperio Otomano por los sultanes Bayezid I (1389-1402), Murad II (1421-1481), Mehmed el Conquistador (1451-1481) y Selim I (1.512-1.520). 

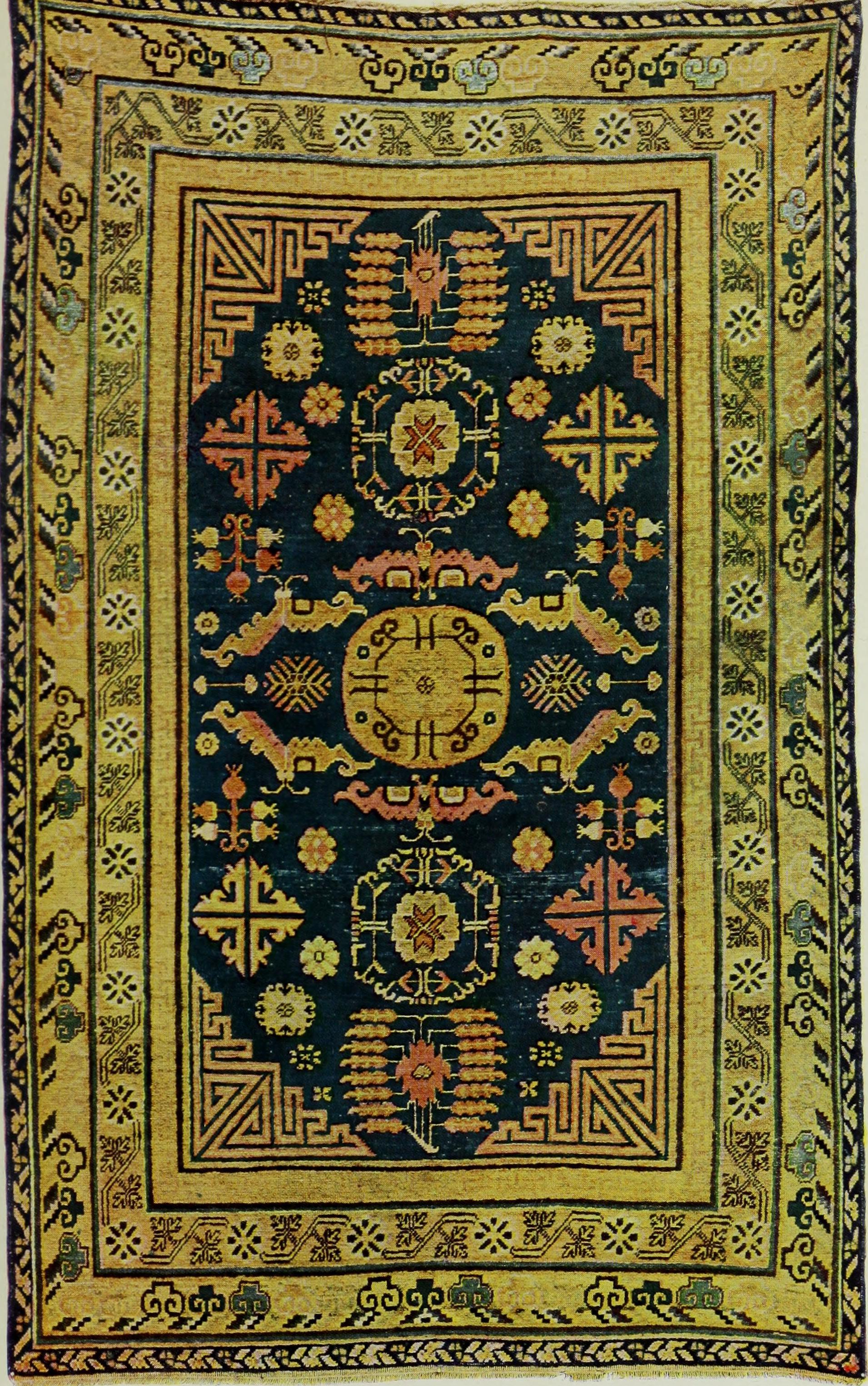
Alfombra turcomana con tres medallones gul centrales.

Fuentes literarias como el Libro de Dede Korkut confirman que las tribus turcomanos producían alfombras en Anatolia. Los tipos de alfombras tejidas por los beylicatos turcos permanecen desconocidos, ya que no han podido ser identificados. Una de las tribus turcomanas del grupo de los beylicatos, los Tekeoğulları (Beylicato de Teke); se establecieron en el suroeste de Anatolia en el siglo XI, y regresaron al Mar Caspio más tarde.

#### Guls
Las tribus Teke de Turkmenistán, que vivían alrededor de Merv y Amu Darya durante el siglo XIX y anteriores, tejieron un tipo diferente de alfombra caracterizada por motivos florales estilizados, llamados «guls», en repetidas filas. Los guls son medallones, a menudo octogonales, y con frecuencia algo angulosos en un plano en general octogonal, aunque pueden ser un poco redondeados dentro de las limitaciones del tejido de alfombras, y algunos tienen forma de rombo. Por lo general, tienen simetría rotacional doble o simetría de reflexión especular -a menudo tanto izquierda / derecha como arriba / abajo-. En los tejidos turcomanos de las alfombras, los guls se repiten para formar el patrón básico en el campo principal o sea excluyendo el borde.

### Alfombras otomanas
Alrededor de 1300, un grupo de tribus turcomanas bajo Suleyman Shah y Ertuğrul se movieron hacia el oeste. Bajo Osmán I, fundaron el imperio Otomano en el noroeste de Anatolia; en 1326, los otomanos conquistaron Bursa, que se convirtió en la primera capital del estado otomano. Hacia finales del siglo XV, el estado otomano era una gran potencia política y económica. En 1517, el Sultanato mameluco de Egipto fue derribado en la guerra otomano-mameluca (1516-1517).
Solimán el Magnífico, el décimo sultán (1520-1566), invadió Persia y forzó el sah persa Tahmasp I (1524-1576) a trasladar su capital de Tabriz a Qazvin, hasta que se acordó la Paz de Amasya en 1555.
A medida que la influencia política y económica creció en el imperio Otomano, Estambul se convirtió en un punto de encuentro de diplomáticos, comerciantes y artistas. Durante el reinado de Solimán el Magnífico, artistas y artesanos de diferentes especialidades trabajaron juntos en las fábricas de la corte (Ehl-y Hiref). La caligrafía y la pintura en miniatura de los manuscritos ejercieron una gran influencia en el diseño de los modelos de las alfombras. Además de Estambul, Bursa, Iznik, Kütahya y Usak eran lugares de fábricas de diferentes especialidades. Bursa se hizo famosa por sus telas de seda y sus brocados, Iznik y Kütahya fueron famosos por sus cerámicas y azulejos, Uşak, Gorden y Ladik por sus alfombras. La región de Usak , uno de los centros de producción «cortesana» otomana, produjo algunas de las mejores alfombras del siglo XVI. Las alfombras Holbein y Lotto fueron tejidas aquí. Las alfombras de terciopelo de seda con brocados dorados conocidas como CATM están asociadas con la antigua capital otomana de Bursa, cerca del Mar de Mármara.

#### Alfombras con animales delsigloXV
Aunque existen muy pocas alfombras que representen la transición entre los últimos seljúcidas y los primeros períodos otomanos. Un motivo chino tradicional, la lucha entre el fénix y el dragón, se ve en una alfombra de Anatolia, hoy en el Museo de Pérgamo, Berlín, la datación por radiocarbono confirmó que la alfombra se tejió a mediados del siglo XV, durante el principio de imperio Otomano. Está tejida con nudos simétricos. El motivo chino probablemente fue introducido en el arte islámico por los mongoles en el siglo XIII.  Otra alfombra que muestra dos medallones con dos pájaros además de un árbol, fue encontrada en la iglesia sueca de Marby. Se encontraron más fragmentos en Fustat, hoy un suburbio de la ciudad de  El Cairo.
Las alfombras Dragon and Phoenix y "Marby fueron los únicos ejemplos existentes de alfombras con animales de Anatolia conocidas hasta 1988. Desde entonces, se han encontrado a otras siete alfombras de este tipo. Sobrevivieron en monasterios tibetanos, con los monjes que fueron expulsados y huyeron al Nepal durante la revolución cultural china, una de estas alfombras fue adquirida por el Museo Metropolitano de Arte de Nueva York, [29] que se asemeja a una pintura del artista de la escuela sienesa Gregorio di Cecco: la Boda de la Virgen María, 1423; muestra grandes animales enfrentados, cada uno con un pequeño animal dentro. [30]Una alfombra con medallones de pájaros y árboles en serie se muestra en la pintura de Sano di Pietro El matrimonio de la Virgen María (1448-1452).
Más alfombras de animales fueron representadas en las pinturas italianas de los siglos XIV y XV, y por lo tanto representan las primeras alfombras orientales que se muestran en las pinturas del Renacimiento . Aunque únicamente han sobrevivido unos pocos ejemplos de las primeras alfombras de Anatolia, las pinturas europeas informan sobre el conocimiento de las alfombras seljúcidas tardías y las primeras otomanos. Hacia finales del siglo XV, las decoraciones con modelos geométricos se hicieron más frecuentes.

#### Alfombras Holbein y Lotto
Las alfombras Holbein toman su nombre de Hans Holbein el Joven debido a su representación en pinturas del Renacimiento europeo. De acuerdo con la distribución y el tamaño de sus medallones geométricos, se hace una distinción entre los modelos de alfombras Holbein «grandes» y «pequeñas». El tipo pequeño Holbein se caracteriza por pequeños octógonos, que a menudo incluyen unas estrellas y que se distribuyen en un campo de patrón regular, rodeado de arabescos. El tipo grande Holbein muestra dos o tres medallones grandes, que a menudo incluyen estrellas de ocho puntas. Su campo menudo está cubierto de diminutos adornos florales. La decoración de los bordes consiste en caracteres cúficos representados con una mayor o menor precisión.
Las alfombras de «grandes» podían haberse fabricado a Pérgamo y las de «pequeños compartimentos» a Uşak. El Museo de Artes Aplicadas de Viena, el Museo del Louvre en París y el Museo Metropolitano de Arte en Nueva York, conservan alfombras de Usak particularmente bellas.
Las alfombras Lotto muestran una cuadrícula amarilla de arabescos geométricos, con elementos intercambiables cruciformes, octogonales o en forma de diamante. Los ejemplos más antiguos tienen bordes cúficos. El campo siempre es rojo, y está cubierto con hojas de color amarillo brillante sobre una relación subyacente de elementos octogonales o rombiformes. Se conocen alfombras de varios tamaños de hasta 6 metros cuadrados. El historiador Ellis, Charles Grant, distingue tres grupos de diseño principales para las alfombras Lotto: el estilo de Anatolia, el estilo kilim y el estilo ornamental.
Las alfombras Holbein y Lotto tienen poco en común con las decoraciones y los ornamentos que se ven en los objetos de arte otomanos diferentes de las alfombras. Briggs demostró similitudes entre ambos tipos de alfombras, y los tapices timúridas representados en pinturas en miniatura. Ambos tipos de alfombras pueden representar una tradición de diseño que se remonta al período del dinastía timúrida.

#### Alfombras Usak
Las alfombras Estrella Uşak se tejieron en grandes formatos. Se caracterizan por grandes medallones primarios en forma de estrella azul oscuro en repetición infinita en un campo de tierra rojo que contiene un rollo floral secundario. El diseño probablemente fue influido por el de libros persas del noroeste, o por los medallones de alfombras también persas. En comparación con el medallón de las alfombras de Uşak, el concepto de repetición infinita en las alfombras de estrellas de Uşak es más acentuado y de acuerdo con la tradición de diseño primario turco.  Debido a su fuerte alusión a la repetición infinita, el diseño estrella de Uşak se puede utilizar en alfombras de varios tamaños y en muchas dimensiones variables.

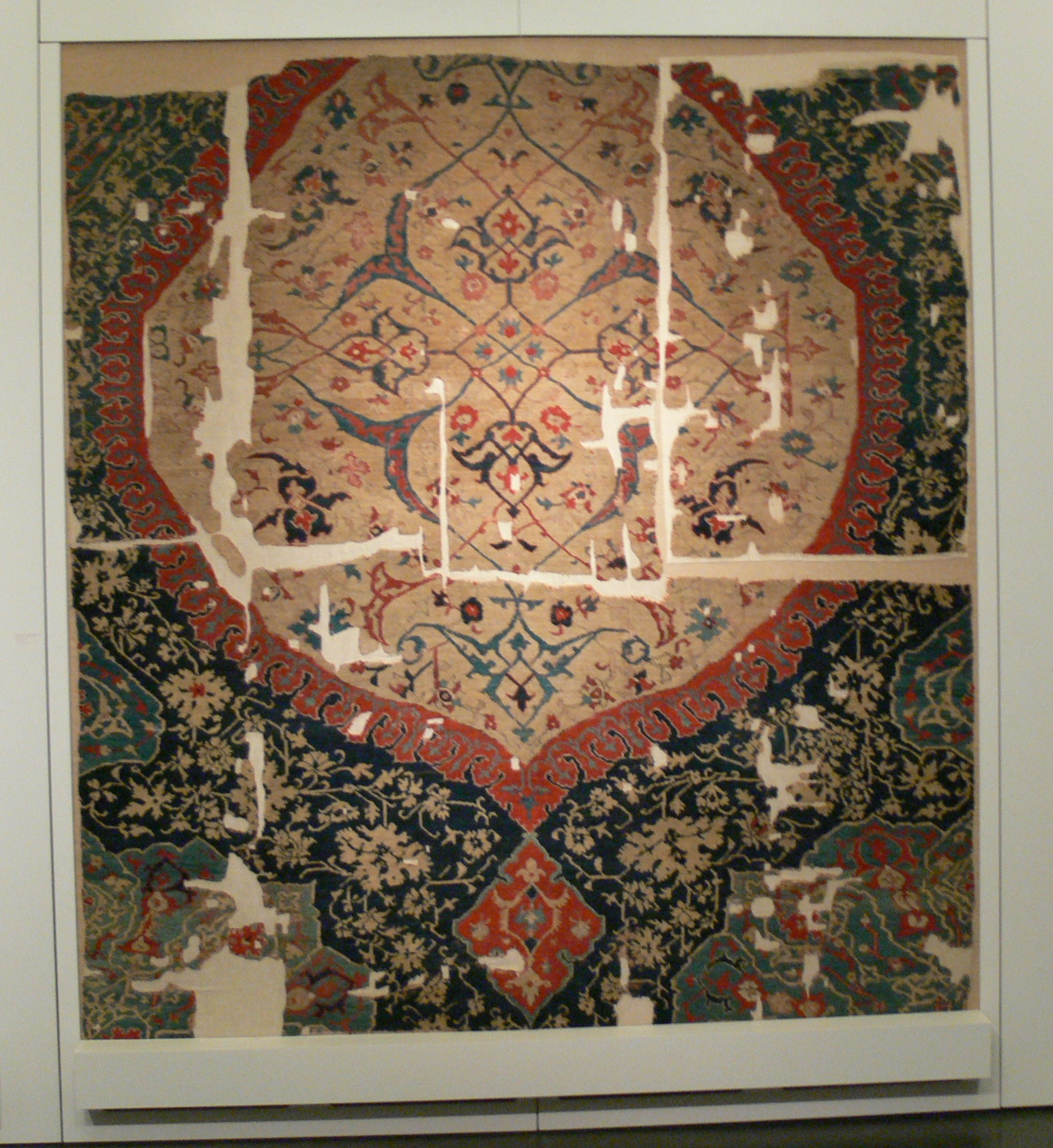
Fragmento de una catifa Medallón Uşak, ca. 1600. Museo de Pérgamo Berlín.

Las alfombras Medallón Uşak suelen mostrar un campo rojo o azul decorado con un enrejado floral o de hojas, medallones primarios ovoides que se alternan con estrellas de ocho lóbulos más pequeñas o medallones lobulados, entrelazados con tracería floral. Su borde frecuentemente contiene palmetas en un pergamino floral y hojas, y caracteres pseudocúfics.
Este tipo de alfombras con sus diseños curvilíneos se apartan significativamente de los diseños de las alfombras turcas anteriores. Su surgimiento en el siglo XVI sugiere un impacto potencial de los diseños persas. Ya que los turcos otomanos ocuparon la antigua capital persa de Tabriz en la primera mitad del siglo XVI, es posible que tuvieran conocimiento y acceso a las alfombras de medallones persas. Varios ejemplos se han encontrado en Turquía de una fecha temprana, como la alfombra que Erdmann encontró en erl Palacio de Topkapi. El medallón de la alfombra Uşak, sin embargo, concebido como parte de una repetición sin fin, representa una idea turca específica, y es diferente de la comprensión persa de un medallón central autónomo.
La estrella y el medallón Uşak representan una innovación importante, ya que en ellas, los ornamentos florales aparecen en las alfombras turcas por primera vez. La sustitución de adornos florales y foliares por diseños geométricos, y la sustitución de la repetición infinita para composiciones grandes y centradas de ornamentos, fue denominada por Kurt Erdmann como la «revolución del patrón».
Uşak de doble nido es otro pequeño grupo de estas alfombras. En su diseño, los medallones de las esquinas se han colocado muy juntos, por lo que forman un nicho en ambos extremos de la alfombra. Esto se ha entendido como un diseño de alfombra de oración, para que un colgante que se parece a una lámpara de la mezquita está suspendido de uno de los nichos. El esquema de diseño resultante se parece al diseño del medallón persa clásico. Contra intuitivo al diseño de alfombras de oración, algunas de las Usak de doble nido también tienen medallones centrales. Este tipo de alfombra pueden proporcionar un ejemplo para la integración de patrones persas en una tradición de diseño de Anatolia más antigua.

#### Alfombras Selendi de fondo blanco

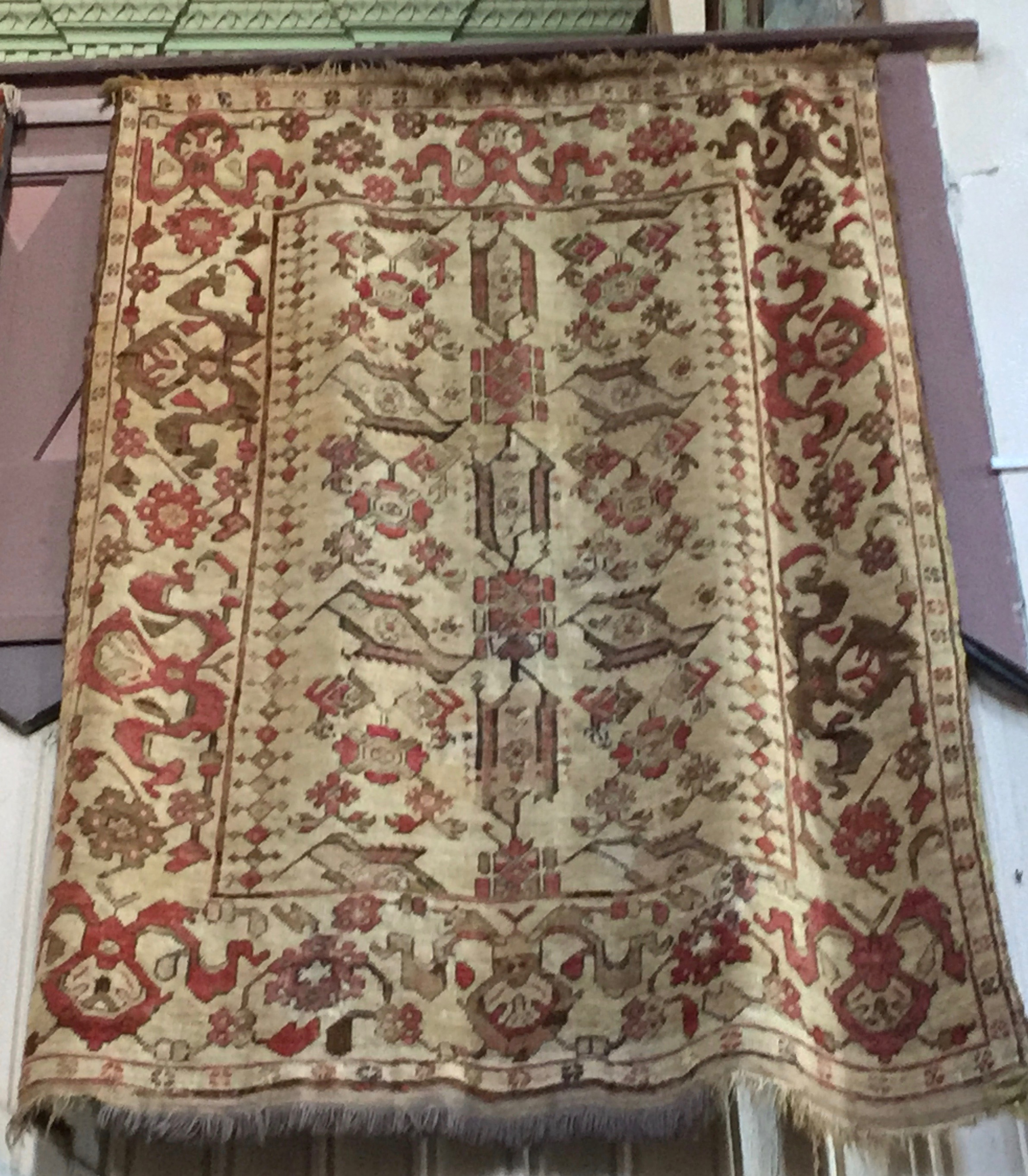
Alfombra blanca «Selendi» con decoración de pájaros. Monasterio de Sighişoara, Rumanía.

También se conocen ejemplos de alfombras tejidas en el área de Uşak, los campos de las cuales están cubiertos por ornamentos como el motivo cintamani, realizado con tres orbes coloreados dispuestos en triángulos, a menudo con dos bandas onduladas colocadas debajo de cada triángulo de las bolas. Este motivo en general aparece en un fondo blanco. Junto con los pájaros y un grupo muy pequeño de las nombradas «alfombras de escorpión», forman un grupo conocido como «alfombras de fondo blanco». Las alfombras con pájaros tienen un diseño de campo todo geométrico de quatrefolis repetidos que cierran una roseta cada uno. Aunque de diseño geométrico, el patrón tiene similitudes con los diseños de series de pájaros. Las alfombras del grupo de fondo o suelo blanco se han atribuido a la ciudad cercana de Selendi, según una lista oficial de precios otomana, (Defter) de 1640 que contiene una «alfombra blanca con estampado de leopardo blanco, de la ciudad de Selendi, cerca de Usak».

#### Alfombras otomanas El Cairo

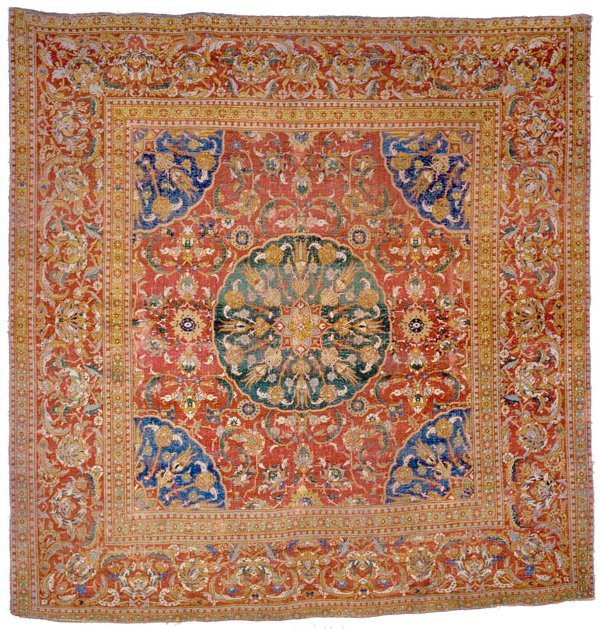
Alfombra otomana, seguramente de El Cairo. Primera parte del.

Tras la conquista otomana de 1517 del sultanato mameluco en Egipto, dos culturas diferentes se fusionaron, y se puede apreciar en las alfombras mamelucas tejidas después de esta fecha. La tradición anterior de la alfombra mameluca utilizaba lana "S" (en el sentido de las agujas del reloj) y lana "Z"(antihoraria) y una paleta limitada de colores y matices. Tras la conquista, los tejedores de El Cairo adoptaron un diseño turco otomano. La producción de estas alfombras continuó en Egipto, y probablemente también en Anatolia, a comienzos del siglo XVII.

#### Alfombras de Transilvania
Transilvania, en la actual Rumanía, formó parte del imperio Otomano desde 1526 hasta 1699. Era un centro importante para el comercio de alfombras con Europa. También se valoraron en Transilvania, y las alfombras turcas se usaron como mobiliario decorativo en la pared en iglesias protestantes cristianas. Entre otros, la Iglesia Negra (Brașov) todavía tiene una gran variedad de alfombras de Anatolia. El nombre «alfombra Transilvania» se utiliza como un término de conveniencia para denotar un patrimonio cultural de las alfombras islámicas de los siglos XV-XVII, principalmente de origen otomano, que se han conservado en las iglesias de Transilvania. Su preservación en las iglesias cristianas, Por extraño que sea el escenario, hizo que las alfombras estuvieran protegidas contra el desgaste y los cambios de la historia, y con frecuencia permanecieron en excelentes condiciones. Entre estas alfombras se encuentran las bien conservadas alfombras Holbein, Lotto y Uşak y las Selendi de fondo blanco.
El término «alfombra de Transilvania» se refiere más específicamente a cuatro tipos diferentes de alfombras de Anatolia que han sobrevivido en Transilvania. La «alfombra de oración», el diseño de la cual se caracteriza por un único nicho rojo, enjutas blancas con una un brote floral curvilíneo que ondula con varios tipos de capullos y flores, y bordes amarillos-ocre con diseños curvilíneos. Los campos son en general ocre y a veces rojo. Casi siempre está vacío de adornos adicionales, con la excepción de pequeñas decoraciones florales al borde o en su lugar una lámpara de mezquita en la parte superior del nicho. El nicho en sí muestra diseños también conocidos de las alfombras de oración otomanas de Anatolia: el punto alto o bajo del arco, y con contornos dentados o escalonados. Una alfombra de este tipo se representa en la pintura de Pieter de Hooch del año 1663 Retrato de una familia tocando música.
Se conocen alrededor de 100 alfombras con «doble nicho de Transilvania». Por regla general, su formato es pequeño, con bordes de repisas oblongas y angulares los centros las cuales están llenas de motivos florales estilizados, a veces intercalados con rosetas o cartuchos estrellados más cortos. La primera representación de alfombras con este diseño de borde aparece en las pinturas de Holanda de principios del siglo XVII, como por ejemplo, en 1620 en el Retrato de Abraham Graphaeus de Cornelis de Vos y de Thomas de Keyser el Retrato de un hombre desconocido (1626) y Retrato de Constantijn Huyghens y su empleado (1627), son entre las primeras pinturas que representan alfombras del tipo de doble nicho de Transssilvània.
La observación de que existen dos tipos diferentes de diseño de esquina en paralelo no implica necesariamente que un tipo se haya desarrollado a partir del otro. Se ha sugerido que el diseño de doble nicho se desarrolló a partir del diseño de un único lugar mediante el reflejo simétrico a lo largo de un eje horizontal central. A menudo, los medallones centrales de este tipo contienen un ornamento central cruciforme. El color de fondo es amarillo, rojo o azul oscuro.

#### sigloXIX: estilo «Mecidi» y la fabricación en Hereke

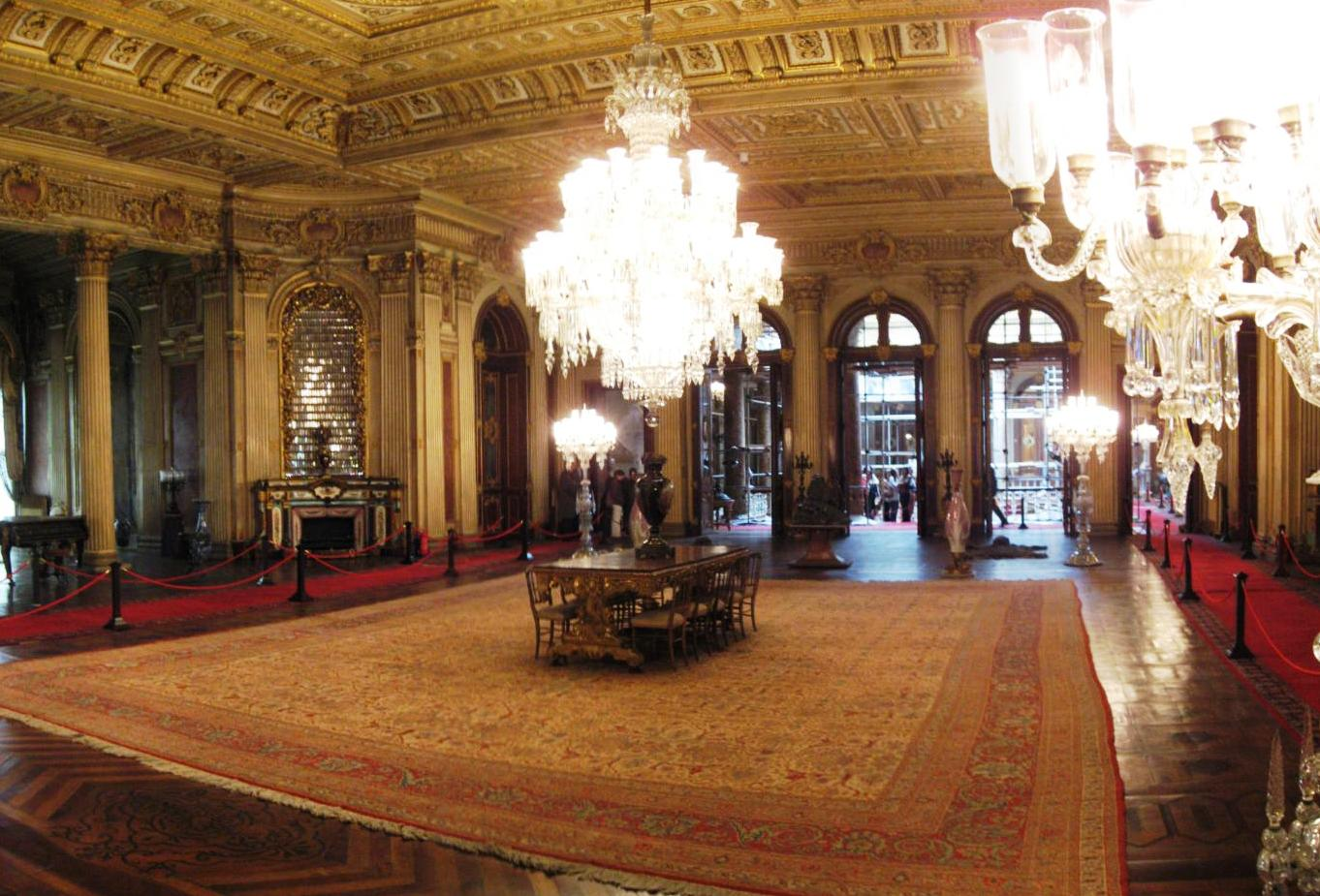
Alfombra de Hereke en la sala del palacio de Dolmabahçe.

A finales del siglo XVIII, el estilo «barroco turco» o «mecidi» se desarrolló a partir de diseños barrocos franceses. Las alfombras se tejieron según los patrones de la Savonnerie francesa y el tapiz de Aubusson. El sultán del imperio otomano Abdülmecit I (1839-61) construyó el Palacio de Dolmabahçe, inspirado en el Palacio de Versalles.
Un taller de tejido se estableció en 1843 en Hereke, una ciudad costera a 60 kilómetros de Estambul en la bahía de Izmit. También suministró a los palacios reales con brocados de seda y otros textiles. La Fábrica Imperial Hereke inicialmente incluyó telares que producían tela de algodón. Brocados de seda y terciopelos para cortinas y tapicería fueron fabricados en un taller conocido como el «Kamhane». En 1850, los telares de algodón se trasladaron a una fábrica a Bakırköy, al oeste de Estambul, y se instalaron telares de jacquard a Hereke. Aunque en los primeros años la fábrica producía exclusivamente para los palacios otomanos, a medida que aumentaba la producción, los tejidos estaban disponibles en el Gran Bazar, En la segunda mitad del siglo XIX. En 1878 un incendio en la fábrica causó grandes daños, y no se volvió a abrir hasta 1882.
La fabricación de alfombras comenzó en Hereke el año 1891 y tejedores de alfombras expertos fueron contratados de los centros de Sivas, Manisa y Ladik. Las alfombras fueron tejidas a mano, y en los primeros años fueron hechas para los palacios otomanos o como regalos para los estadistas visitantes. Más tarde, también fueron tejidas para la exportación. A partir de 1920, en Hereke se estableció una escuela de fabricación de alfombras que era administrada por el estado. Tanto mujeres como niños musulmanes y cristianos asistían a las clases.
Las alfombras de Hereke son, por regla general, alfombras muy grandes, de tamaño de palacio, y están hechas con lana sobre algodón, camello sobre algodón, seda sobre algodón y seda sobre seda, están anudadas a tamaño pequeño. La precisión de sus nudos dobles (nudos turcos o ghiordes), permite la visualización clara de los patrones, junto con las combinaciones de colores y los patrones armoniosos, las han hecho altamente coleccionables. Por ahora, las alfombras y tapices de Hereke continúan fabricándose con los patrones tradicionales del sultán otomano Abdülmecit I, así como con los patrones tradicionales de Anatolia y figurativos contemporáneos. Estas alfombras se encuentran entre las mejores y más valiosos ejemplos de alfombras tejidas en el mundo.

### Historia moderna: decadencia y reactivación
La historia moderna de alfombras y tapices comenzó en el siglo XIX cuando surgió la creciente demanda de alfombras hechas a mano en el mercado internacional. Sin embargo, la tradicional alfombra tejida a mano y teñida de forma natural es un producto muy laborioso, ya que cada paso de su fabricación requiere un tiempo considerable, desde la preparación, hilado, teñido de la lana hasta la instalación del telar, anudando cada nudo a mano, y terminando la alfombra para poder finalmente salir al mercado. En un intento de ahorrar en recursos y costes, y maximizar las ganancias a un entorno de mercado competitivo se introdujeron los tintes sintéticos, las herramientas de tejido no tradicionales como el telar mecánico y diseños estandarizados. Esto condujo a una ruptura rápida de la tradición, lo que resultó en la degeneración de un arte que se había cultivado durante siglos. El proceso fue reconocido por los historiadores del arte en 1902. Hasta ahora no se conocía exactamente cuando comenzó este proceso de degeneración, pero se observa principalmente desde que tuvo lugar la introducción a gran escala de los colores sintéticos.
Hacia finales del siglo XX, se reconoció la pérdida del patrimonio cultural y se empezó a revivir la tradición. Las iniciativas empezaron con el objetivo de restablecer la antigua tradición del tejido de alfombras a mano con lana teñida de forma natural. El retorno al teñido y tejido tradicional por parte de los productores, y el renovado interés de los clientes en estas alfombras, fue llamado por Eilland como el «Renacimiento de las alfombras». Por tanto, las alfombras de Anatolia o turcas permanecen distinguibles de las alfombras tejidas en otras regiones.

## Tejido de alfombras: materiales, técnica, procesos

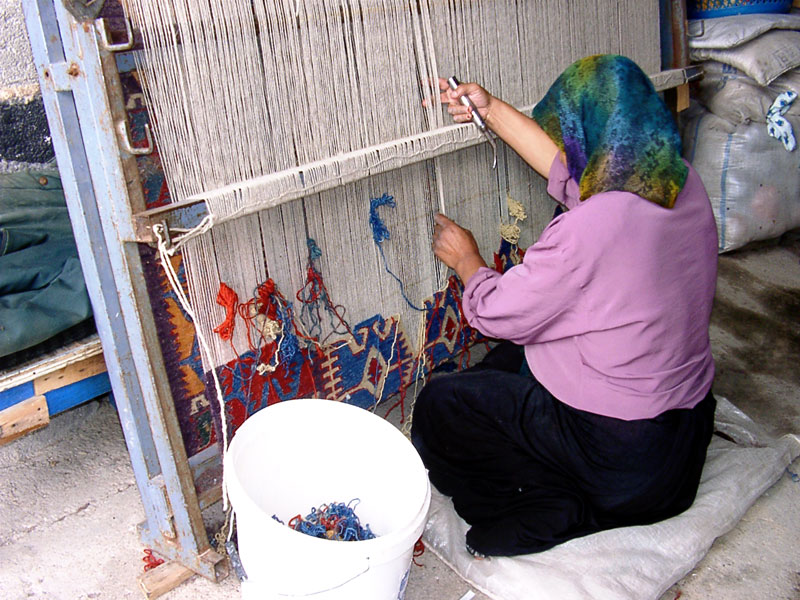
Tejedora de alfombras turcas en Konya.

En los hogares tradicionales, las mujeres y las niñas utilizan el tejido de alfombras y kilims como un pasatiempo, así como un medio para ganar dinero. Las mujeres aprenden sus habilidades de tejer muy jóvenes, necesitando semanas o meses para completar las alfombras de pelo y los kilims de tejidos planos que fueron creados para su uso en la vida cotidiana. Como es cierto en la mayoría de las culturas del tejido, tradicionalmente son mujeres y niñas artesanas las tejedoras.

### Materiales
Únicamente las fibras naturales se usan en alfombras hechas a mano. Los materiales más comunes utilizados son lana, seda y algodón. A veces, cazadores nómadas y campesinos también usan el pelo de cabra y la lana de camello. Tradicionalmente, el hilado se hace a mano. A continuación, se pliegan varios hilos para que el resultante sea lo suficientemente fuerte como para ser utilizado para tejer.
La lana de oveja es el material de pelo más comúnmente utilizado para el tejido de alfombras, porque es suave, duradera, fácil de usar y, no es demasiado cara. La lana no absorbe la suciedad tan fácilmente como el algodón, no reacciona electrostáticamente y aísla del calor y el frío. Estas propiedades no son tan pronunciadas en otras fibras naturales. Los colores naturales de la lana son blanco, marrón, marrón amarillento, amarillo y gris, a veces se usan directamente sin pasar por un proceso de teñido. Tradicionalmente se hila y se tuerce a mano varios hilos para obtener una resistencia adicional y se tiñe con tintes naturales, pero también se puede procesar a máquina el hilo y teñir con colores sintéticos.
El algodón se usa principalmente en la base, las urdimbres y las tramas de las alfombras. Es más fuerte que la lana y, cuando se usa para la base, hace que una alfombra quede plana sobre el suelo, y que no se distorsiona tan fácilmente como las cuerdas de lana. Algunos tejedores como los turcomanos también usan algodón para tejer pequeños detalles blancos en la alfombra para crear contraste.
Lana sobre lana (lana a la urdimbre y trama de lana): este es el tipo más tradicional de alfombra de Anatolia. El tejido de alfombras de lana se remonta más lejos y utiliza motivos de diseño más tradicionales que otras combinaciones. Para que la lana «no se puede hilar de manera extrafina», el recuento de nudos a menudo no es tan alto como se ve en una alfombra de «lana sobre algodón» o «seda sobre seda». La lana en las alfombras de lana se atribuye con una mayor frecuencia en la producción tribal o nómada. 
Lana sobre algodón (pelo de lana a la urdimbre y trama de algodón): esta combinación particular facilita un patrón de diseño más espeso que una «alfombra de lana sobre lana», ya que el algodón puede hilar finamente, lo que permite un mayor número de nudos. Una alfombra de «lana sobre algodón» a menudo es indicativa de un tejedor de pueblo. Debido a su mayor densidad de pelo, estas alfombras de algodón son más pesadas que las alfombras de lana.
Seda sobre seda (pelo de seda sobre urdimbre y trama de seda): los hilos de tensión-seda permiten un tejido extremadamente fino, la densidad puede ser hasta 28 × 28 nudos / cm². Ya que los hilos de seda no son tan elásticos como los hilos de lana, las alfombras de seda pura son más delicadas y se utilizan más como decoración de paredes que en el suelo. Estas alfombras y tapices muy finos, tejidos de manera intrincada, en general no miden más de 3 × 3 metros.

### Tintes y teñido

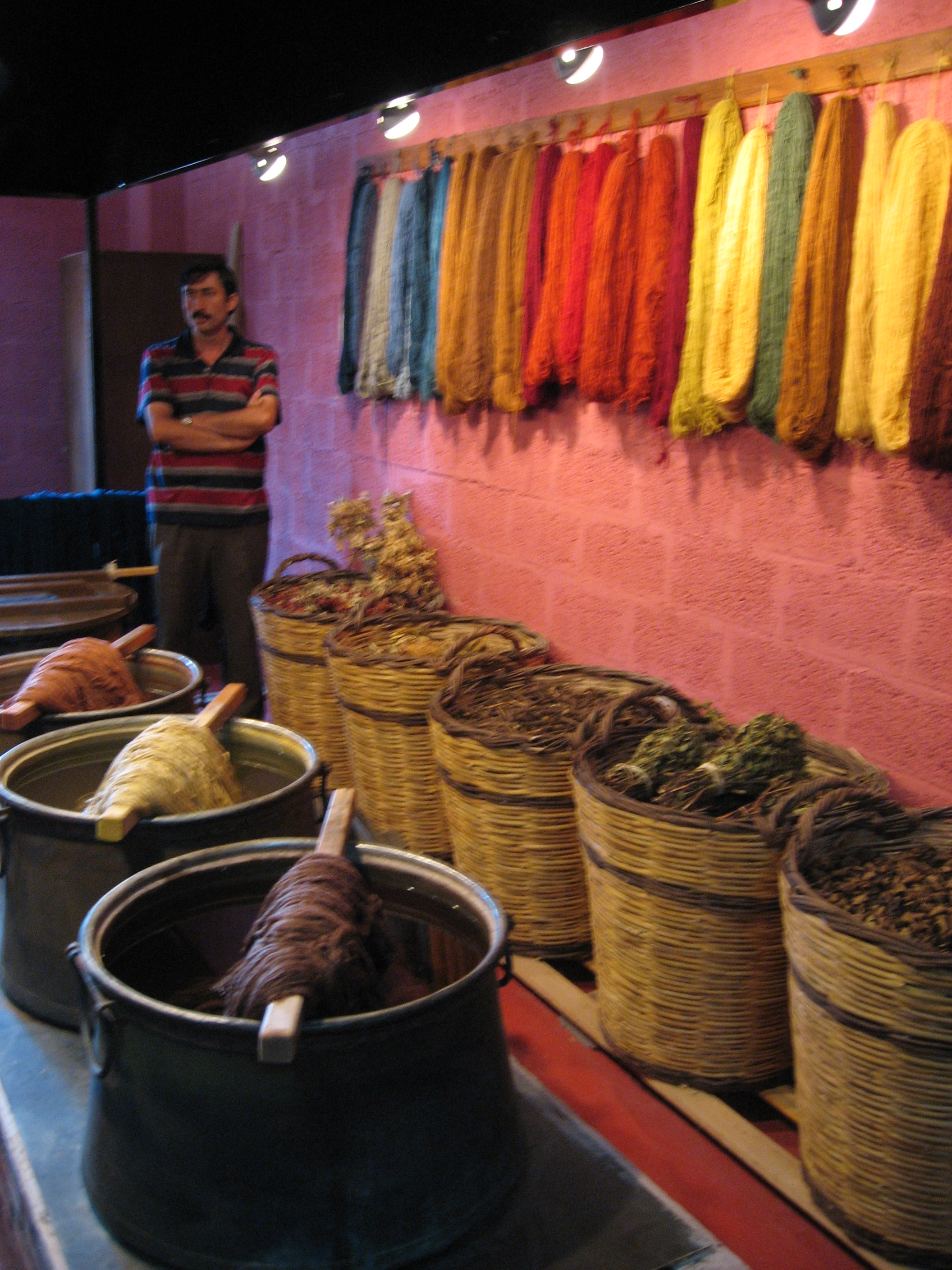
Lana teñida de forma natural en una fabricación de alfombras turcas.

Los tintes tradicionales utilizados para las alfombras de Anatolia se obtienen de plantas, insectos y minerales. En 1856, el químico inglés William Perkin inventó el primer colorante de anilina, la mauveïna. Una variedad de otros tintes sintéticos se inventó a partir de entonces. A buen precio, fácilmente preparado y fácil de usar, comparado con los tintes naturales, su uso está documentado en las alfombras Uşak a mediados de la década de 1860. La tradición del tinte natural se revivió recientemente, a partir de los análisis químicos de tintes naturales de muestras de lana antiguas y la recreación experimental de recetas y procesos de teñido a comienzos de los años ochenta.
De acuerdo con estos análisis, los colorantes naturales utilizados en las alfombras de Anatolia incluyen:
- Rojo de raíces Madder (Rubia tinctorum).
- Amarillo de las plantas, incluida la cebolla ( Allium cepa), varias especies de manzanilla ( Anthemis, Matricaria chamomilla) y Euphorbia.
- Negro, manzanas de roble, bellotas de roble, Sumac.
- Verde por doble teñido con indio y colorante amarillo.
- Naranja por teñido doble con colorante rojo y amarillo.
- Azul, indio obtenido de Indigofera tinctoria.

El proceso de teñido consiste en la preparación del hilo para hacerlo susceptible a los tintes adecuados or inmersión en un mordiente, sumergir el hilo en la solución de teñido y dejarlo secar expuesto al aire y la luz solar. Algunos colores, especialmente el marrón oscuro, requieren mordientes de hierro, que pueden dañar o decolorar la tela. Esto a menudo resulta en un desgaste más rápido de las áreas teñidas en colores marrón oscuro, y puede crear un efecto de relieve en las alfombras turcas antiguas. Con los tintes sintéticos modernos, se pueden obtener casi todos los colores y sombras, por lo que es casi imposible identificar, en una alfombra terminada, si se usaron tintes naturales o artificiales. Las alfombras modernas se pueden tejer con colores sintéticos cuidadosamente seleccionados y proporcionar valor artístico y utilitario.
La alfombra de Anatolia o turca, es diferente de las alfombras de otras procedencias, ya que hace un uso más pronunciado de los colores primarios. Las alfombras de Anatolia occidental prefieren los colores rojo y azul, mientras que Anatolia central usa más rojo y amarillo, con contrastes marcados en blanco.

### Tejido y acabado

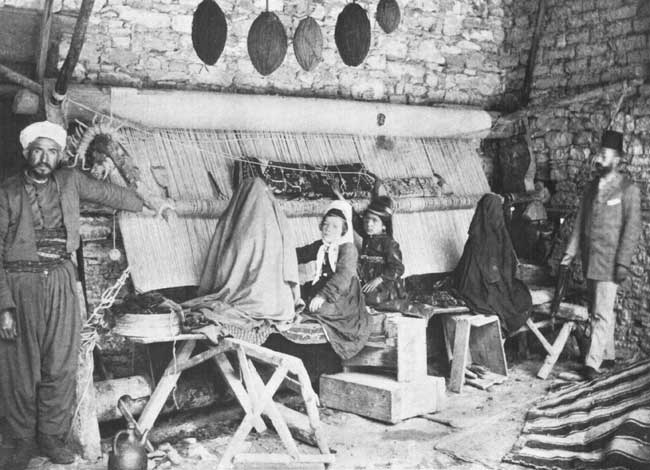
Telar turco con tambor y tejedores (1908).

Se necesita una variedad de herramientas en la construcción de una alfombra hecha a mano. Se dispondrá de un telar, una construcción horizontal o vertical para montar las urdimbres verticales en que se anudan los nudos de la urdimbre, y uno o más de tramas horizontales que se tejen («disparan») después de cada fila de nudos para estabilizar todavía más la urdimbre. Las tramas pueden estar sin teñir o teñidas, principalmente son rojas o azules.

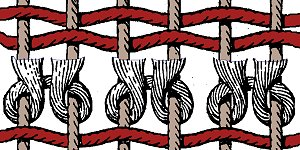
Nudo turco simétrico.

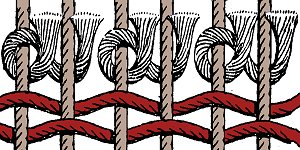
Nudo persa asimétrico, abierto a ka derecha.

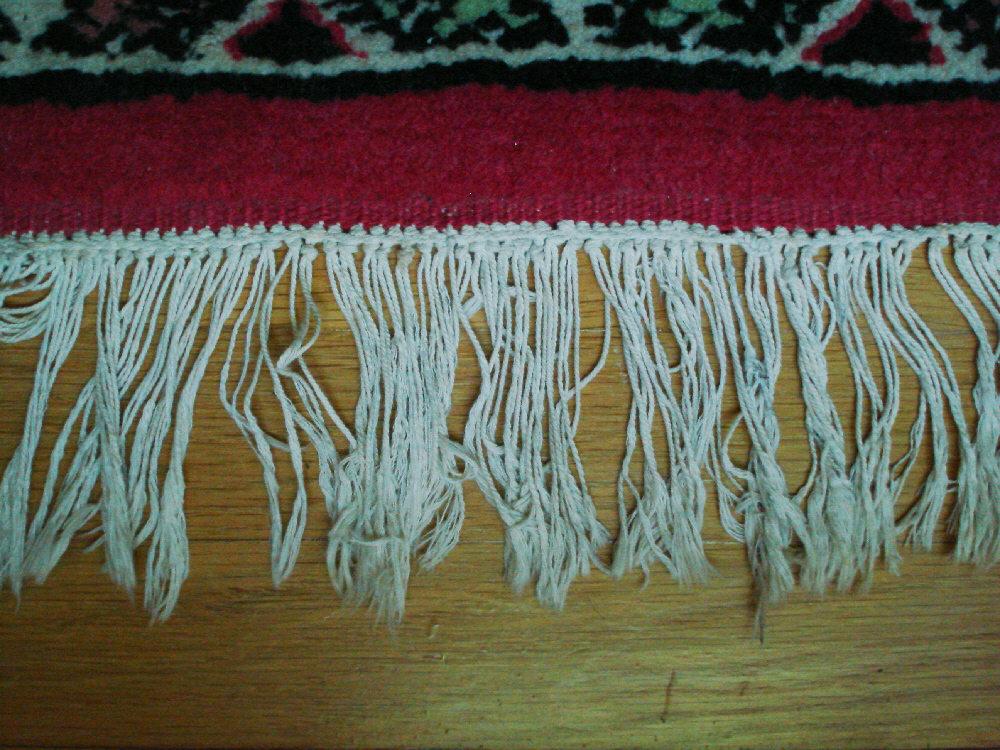
Extremo de un kilim con fleco.

Los nudos en general se hacen a mano. La mayoría de las alfombras de Anatolia utilizan el doble nudo turco simétrico. Cada nudo está hecho en dos urdimbres. Con esta forma de anudado, cada extremo del hilo horizontal se atornilla alrededor de dos hilos de urdimbre a intervalos regulares, de manera que ambos extremos del nudo se encuentren entre dos hilos en un lado de la alfombra. El hilo se tensa hacia abajo y se corta con un cuchillo. Después de insertar una fila de un hilo fino de nudos, se tejen una o dos filas de tramas, a veces más, y la tela se compacta golpeando con un peine pesado. Una vez que la alfombra está terminada, se corta del telar. Los lados o bordes suelen estar cubiertos de lana. Los bordes consisten en hasta diez hilos de urdimbre. Especialmente las alfombras nómadas y campesinas tienen extremos de kilim de tejidos planos, que a veces incluyen señales tribales tejidos de pueblos o familias. Los pelos de la alfombra se cortan con cuchillos especiales para obtener una superficie igual. En algunas alfombras, se obtiene un efecto de relieve al cortarla de manera desigual. Finalmente, la alfombra se lava antes de usarse, y pasar al mercado.
El pelo vertical de las alfombras turcas en general cae en una dirección, ya que los nudos siempre se recortan antes de que se corte el hilo de pelo y el trabajo se reanude en el siguiente nudo, acumulando fila tras fila de nudos uno encima del otro. Al tocar una alfombra, esto crea una sensación similar a acariciar el pelaje de un animal. Esto se puede usar para determinar donde el tejedor ha comenzado a anudar. El pelo en alfombras turcas suele tener entre 2 y 4 mm de grosor. Las alfombras nómadas gruesas como las alfombras de los Yörük, pueden ser tan gruesas como de 12 mm. Una alfombra especial para camas nombrada yatak puede alcanzar un espesor de pelo de 20 a 25 mm.

## Orígenes y tradiciones de los patrones de la alfombra turca

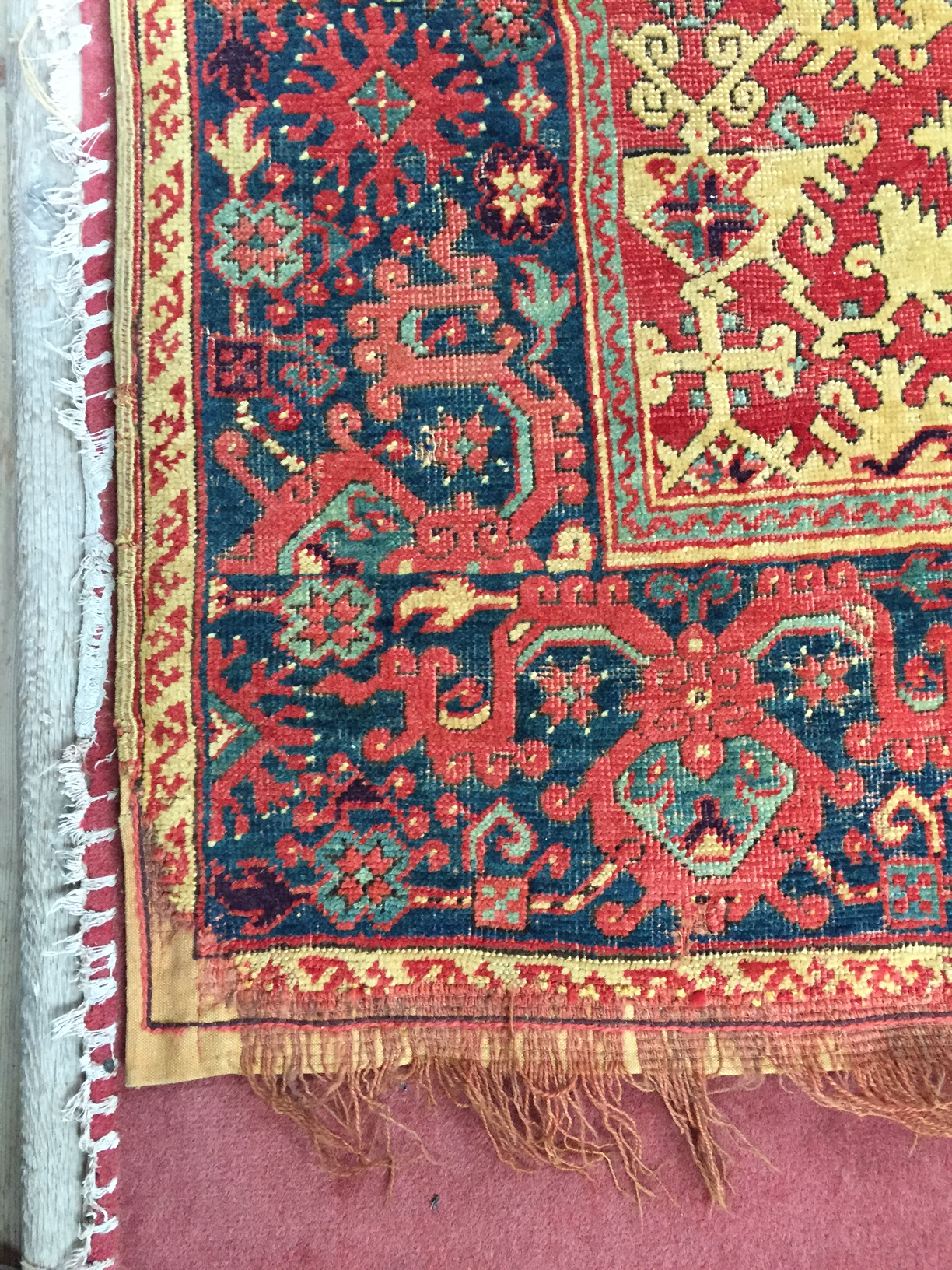
Detalle de una alfombra «Lotto» con un borde de banda de nubes. Se supone que el adorno es de origen chino. En la mayoría de las alfombras de Anatolia, los bordes no están resueltos, es decir, no continúan en diagonal.

El diseño de la alfombra turca íntegra diferentes corrientes de tradiciones. Los elementos específicos están estrechamente relacionados con la historia de los pueblos turcos y su interacción con las culturas de los alrededores, en su origen asiático central, así como durante su migración, y en la propia Anatolia. Las influencias culturales más importantes vinieron de la cultura de la China y del Islam. Las alfombras de las áreas de Bergama y Konya se consideran las más estrechamente relacionadas con las alfombras de Anatolia anteriores, y su significado en la historia del arte ahora se comprende mejor.

### Tradiciones de Asia Central
El principio de la historia de los pueblos turcos en Asia Central está estrechamente relacionada con la China. Los contactos entre los turcos y China están documentados desde comienzos de la dinastía Han.
En su ensayo sobre diseños centralizados, Thompson, relaciona el patrón del medallón central, frecuentemente encontrado en alfombras turcas con los motivos «pedestal de loto» y «cuello de nube», utilizado en el arte budista del Asia, en el retorno de la dinastía Yuan. Recientemente, Brüggemann profundizó en la relación entre motivos chinos y turcos, como el ornamento de «banda de nubes», cuyo origen relaciona con la dinastía Han. La primera «alfombra de Fénix y Dragón» de Anatolia, muestra otro motivo tradicional de la mitología china, la lucha entre el fénix y el dragón.

### Tradiciones romano-helenísticas
Hay registros documentales de alfombras usadas por los antiguos griegos. Homero escribe en la Ilíada XVII, 350, que el cuerpo de Patroklos está cubierto con una «alfombra espléndida». En la Odisea Libro VII y X, se mencionan «alfombras». Plinio el Viejo escribió en Naturalis Historia VIII, 48, que las alfombras ( «Polymita») se inventaron en Alejandría. Se desconoce si se trata de telas planas o de pelo, ya que no se puede obtener información técnica detallada de los textos.
Ateneo describe lujosas alfombras en sus Banquete de los eruditos, escritas cerca del año 230.

"Y debajo de él había alfombras purpúreas esparcidas de la mejor lana, con el patrón de alfombras en ambos lados. Y había alfombras muy bien bordadas muy bellamente elaboradas en ellas. (Libro V, p. 314)".
[...] meterse en la cama, tumbarse en un sofá con pies plateados, con una suave alfombra de Sardes extendida bajo la descripción más cara". (Libro VI, p. 401)

Una alfombra «con el patrón a ambos lados» podría ser una alfombra tejida plana. Ya sea que «púrpura» se refiera al color de la tela o el colorante (sea que se haya usado el púrpura de Tyria o el rojo más basto), se desconoce. La ciudad de Sardes se encuentra en Anatolia occidental, por tanto, ésta puede ser la referencia más antigua de la producción de alfombras en la región del Asia Menor.

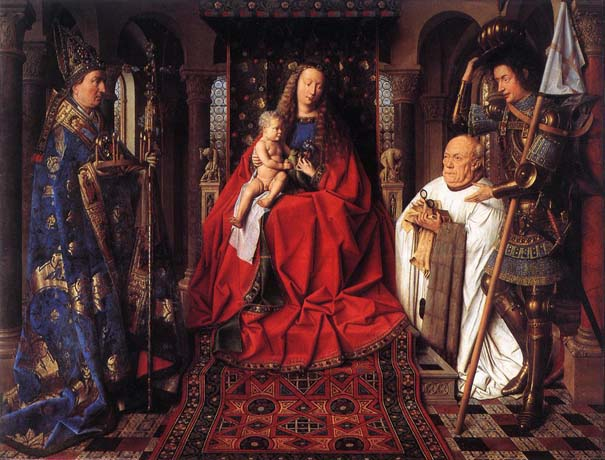
Virgen del canónigo Van der Paele de Jan van Eyck en la pintura se puede ver representada una alfombrea turca y un mosaico islámico.

Anatolia fue gobernada por el Imperio romano desde el 133 a. C. Los imperios romano oriental (bizantino) y sasánida coexistieron durante más de 400 años. Artísticamente, ambos imperios desarrollaron estilos y vocabulario decorativos similares, como los mosaicos y la arquitectura de Antioquía romana.
Un patrón de alfombra turca representado por Jan van Eyck en la pintura Virgen del canónigo Van der Paele fue atribuido por Brüggemann a finales de los orígenes romanos y con relación a los primeros suelos de mosaicos islámicos que se encuentran en el palacio omeya de Hisman (Khirbat al-Màfjar).
Los elementos arquitectónicos vistos en el complejo de Palacio de Hisham se consideran ejemplares para la continuación de los diseños romanos preislámicos en el arte islámico primitivo.

### Tradiciones islámicas

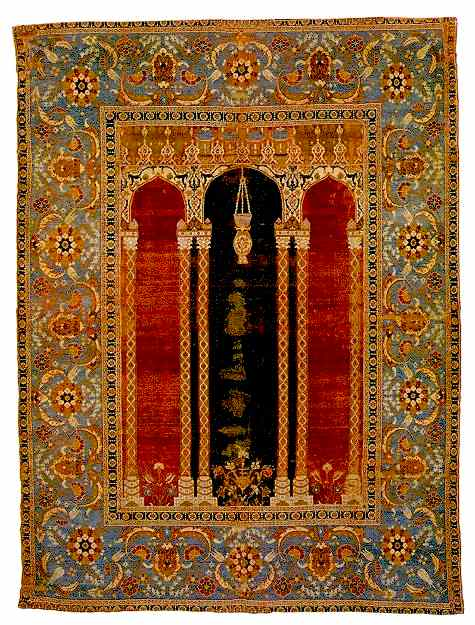
Alfombra de oración de Bursa, de finales del, colección de James F. Ballard.

Cuando los inmigrantes turcos se mudaron de Asia Central a Anatolia, estaban emigrando principalmente a través de tierras que ya habían adoptado el Islam. La representación de animales o humanos está prohibida en la tradición islámica, que no distingue entre vida religiosa y profana. Desde la codificación del Corán por Uthman Ibn Affan el 651 AD / 19 AH y las reformas de los omeyas Abd al-Malik, el arte islámico se ha centrado en la escritura y el ornamento. Los bordes de las alfombras de Anatolia contienen con frecuencia decoraciones derivadas de la caligrafía islámica. Por regla general, estos bordes "cúficos" consisten en secuencias lam-alif o alif-lam en un modelo entretejido.

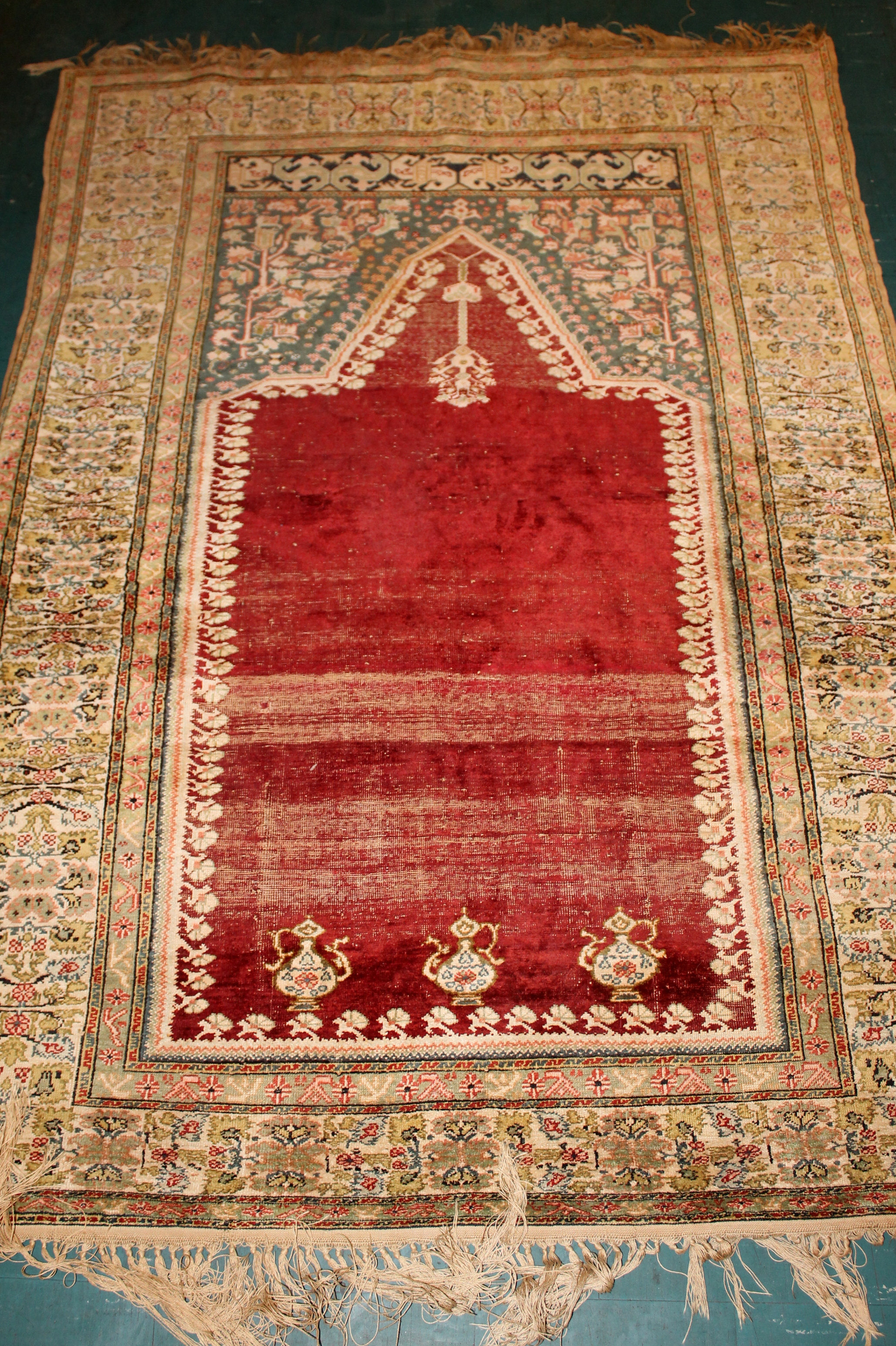
Alfombra de oración de Kayseri, Anatolia.

Los principales campos de las alfombras turcas a menudo están llenos de modelos o patrones entrelazados redundantes en «repetición infinita». Por lo tanto, la alfombra representa una sección de un patrón infinito, que se imagina que continúa más allá de sus fronteras. Las alfombras de Anatolia del tipo «Lotto» o «Holbein» son algunas de las que proporcionan ejemplos de patrones de campo de repetición infinita.
Un patrón islámico específico es el patrón mihrab que define la «alfombra de oración». La mencionada alfombra se caracteriza por un nicho en un extremo, que representa el mihrab de cada mezquita, un punto direccional para dirigir al devoto hacia la Meca. El patrón mihrab en las alfombras turcas a veces se modifica y puede consistir en un nicho único, doble vertical u horizontalmente multiplicado. Por lo tanto, el patrón de nicho puede variar desde una comprensión concreta, arquitectónica a una más ornamental del diseño. Las alfombras de oración a menudo se tejen «al revés», como se hace evidente cuando la dirección del pelo se siente al tocar la alfombra. Esto tiene tanto de técnica -el tejedor puede centrarse en el diseño de nicho más complicado primero- como razones prácticas -el pelo inclina en la dirección de la postración del adorador-.

### Otras influencias culturales

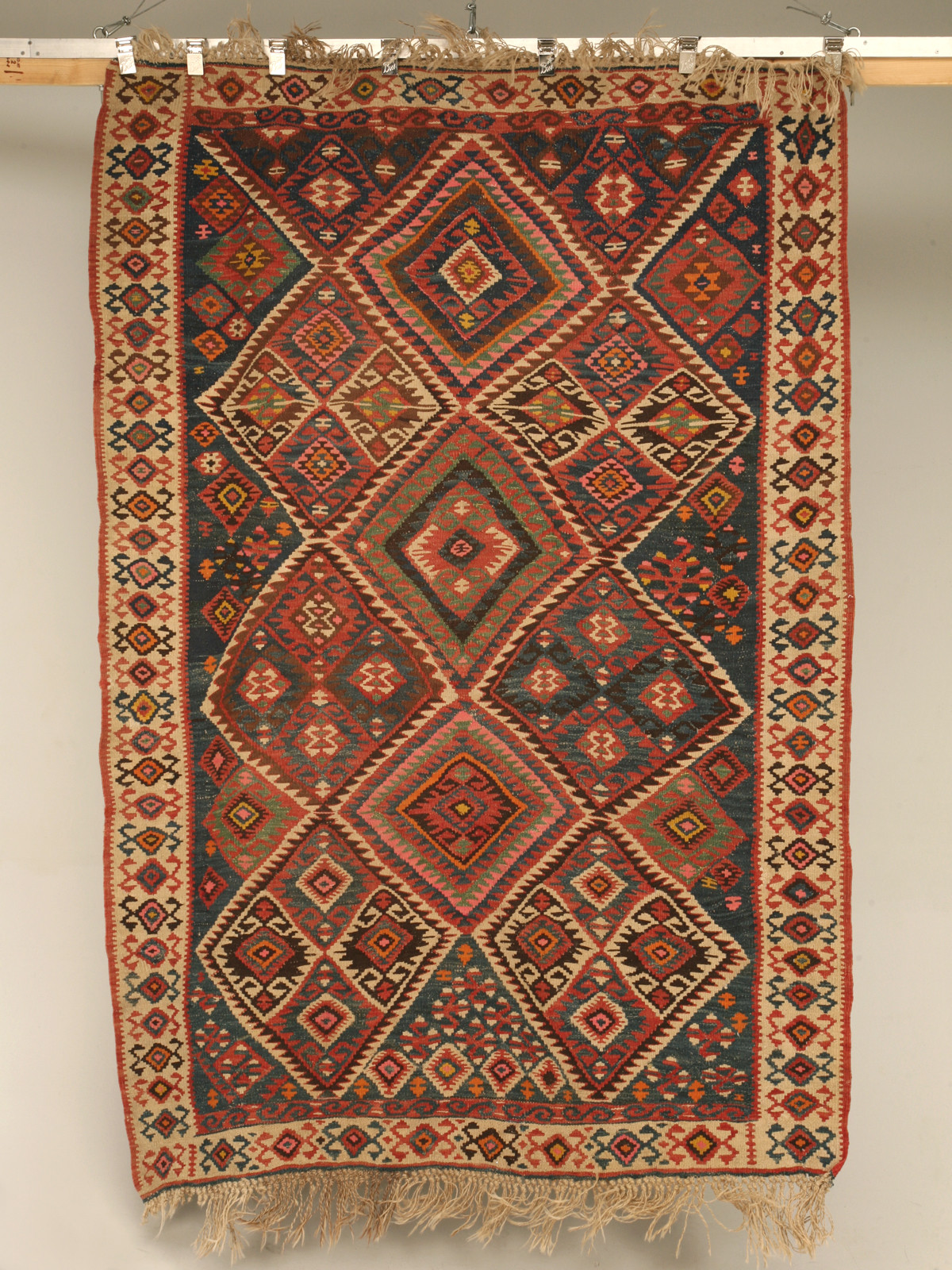
Kilim de Anatolia con patrón geométrico.

Se considera que las formas geométricas grandes son de origen caucásico o turcomano. La tradición caucásica puede haber sido integrada por la migración de tribus turcas o por el contacto con personas turcomanos que ya vivían en Anatolia.
Un medallón central que consiste en grandes patrones romboidales concéntricos reducidos con decoraciones de gancho de retención se asocia con los nómadas Yörük de Anatolia. El nombre Yürük en general se le da a los nómadas que la forma de vida ha cambiado menos desde su origen asiático central.
En Anatolia, varias minorías étnicas han mantenido tradiciones separadas, por ejemplo, los griegos, los armenios y los kurdos. Mientras que los griegos y armenios estuvieron involucrados en el tejido de alfombras y el comercio al pasado, no se han asociado claramente motivos de diseño con su cultura cristiana diferente. Las alfombras kurdas se discuten con mayor frecuencia junto con las alfombras persas.

## Contexto social

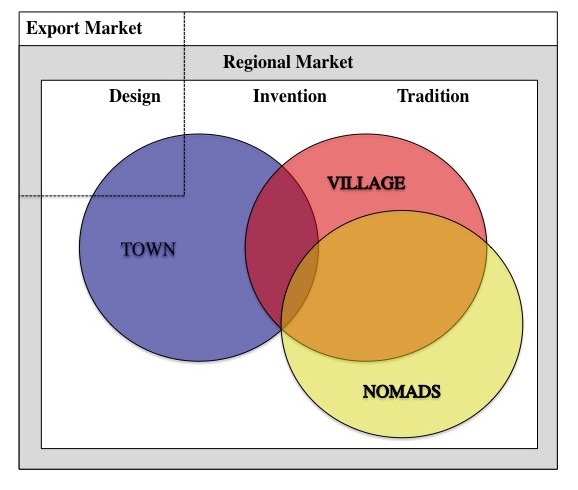
Interacciones culturales en la producción tradicional de alfombras.

Alfombras y tapices fueron producidos simultáneamente por y para los cuatro niveles sociales diferentes: la corte, pueblo, aldea rural y tribu. Los elementos del diseño de la ciudad a menudo se reproducían en la producción rural, y los tejedores del pueblo los integraban en su propia tradición artística mediante un proceso nombrado estilización.

### Fabricación para la corte
Alfombras representativas de la «corte» fueron tejidas por talleres especiales, a menudo fundados y protegidos por el soberano, con la intención de representar el poder y el estado. Como tal, estas alfombras desarrollaron una tradición de diseño específica influida por las cortes de los imperios circundantes. Se produjeron alfombras por los artesanos de la corte como encargos especiales o para regalos estadistas de otros países. Su elaborado diseño requería una división del trabajo entre un artista que creaba un plano (cartón) de diseño en papel, y un tejedor al que se le asignaba el plano para su ejecución en el telar. Por lo tanto, artista y tejedor fueron separados en esta realización de alfombra para la corte.

### Ciudades y pueblos de producción
Las fábricas organizadas tejían alfombras en manufacturas de la ciudad. Por regla general, los fabricantes urbanos tenían una gama más amplia de patrones, adornos y diseños más artísticamente desarrollados que podían ser ejecutados por los tejedores, la paleta de colores era rica y la técnica de tejido podía ser más fina debido a su acceso a la lana de alta calidad, y en el trabajo de tejedores especializados. Se podían producir formatos más grandes en los telares estacionarios de formato mayor. Las alfombras se tejían a partir de dibujos, utilizando material proporcionado por el fabricante. Las fábricas de la ciudad podían aceptar encargos también de países extranjeros y producir alfombras para la exportación.
Las alfombras producidas en las aldeas a menudo se hacían en casas individuales, pero, al menos parcialmente, eran encargadas y supervisadas por gremios o fabricantes. La producción doméstica podía no requerir trabajo a tiempo completo, podía realizarse cuando el tiempo de la tejedora lo permitiera, además de otras tareas domésticas. Las alfombras de las aldeas como artículos esenciales para el hogar formaban parte de una tradición a veces influida, pero esencialmente diferente de los diseños inventados de la producción de talleres. Con frecuencia, las mezquitas habían adquirido alfombras rurales como regalos caritativos, que proporcionaban material para estudios. Las alfombras rurales rara vez incluyen algodón para urdimbres y tramas, y casi nunca seda, ya que estos materiales debían ser comprados en el mercado por el tejedor individual y era de un elevado coste. Los modelos y ornamentos de las alfombras de manufactura de la corte se reprodujeron en talleres más pequeños (ciudad o pueblo). Este proceso está bien documentado para las alfombras de oración otomanas.
Como los diseños prototípicos de la corte se transmitieron a talleres más pequeños, y de una generación a la siguiente, el diseño se sometió a un proceso denominado estilización, que comprende, con el tiempo, series de pequeños cambios incrementables en el diseño general o en detalles de modelos más pequeños y adornos. Como resultado, el prototipo pudo modificarse hasta un punto apenas reconocible. Inicialmente mal interpretado como la «degeneración» de un diseño, el proceso de estilización ahora se considera como un proceso creativo genuino dentro de una tradición de diseño distinta.

### Producción nómada y tribal

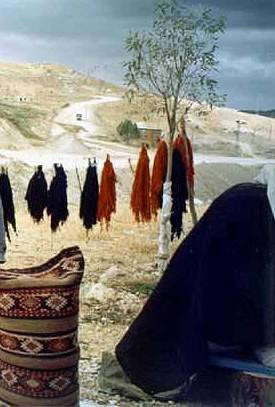
Lana acabada de teñir se seca en el patio de un asentamiento de los Yörük. En primer plano una bolsa tejida.

Con el final del estilo de vida tradicional nómada en Anatolia, y la consecuente pérdida de tradiciones específicas, se ha vuelto difícil identificar una verdadera «alfombra nómada». Grupos sociales o étnicos conocidos por su estilo de vida nómada como los Yörük o los kurdos en Turquía contemporánea han adquirido en gran parte estilos de vida sedentarios. Algunos aspectos de la tradición, como el uso de materiales específicos, tintes, tejidos, técnicas o diseños de acabado pueden haberse conservado, lo que puede identificarse específicamente como nómada o tribal.
Los criterios para una producción nómada incluyen:
- materiales inusuales como urdimbres hechos de pelo de cabra o lana de camello;
- lana de alta calidad con pelo largo (nómadas de Anatolia y Turkmenistán);
- montaje de pequeño formato para un telar horizontal;
- formato irregular debido al frecuente reencaje del telar, lo que da un resultado de una tensión irregular de las urdimbres;
- pronunciado abrash -irregularidades dentro del mismo color debido al teñido del hilo en varias veces diferentes-;
- inclusión de tejidos planos en los extremos.

Dentro del género del tejido de alfombras, el pueblo más auténtico y los productos nómadas eran aquellos cuyos tejidos se realizaban para servir a las necesidades de la comunidad, que no estaban destinados a la exportación o el comercio que no fuera local. Esto incluye bolsas especializadas y fundas de almohadas en Anatolia, que muestran diseños adaptados de las tradiciones de tejido más antiguas.

## Regiones

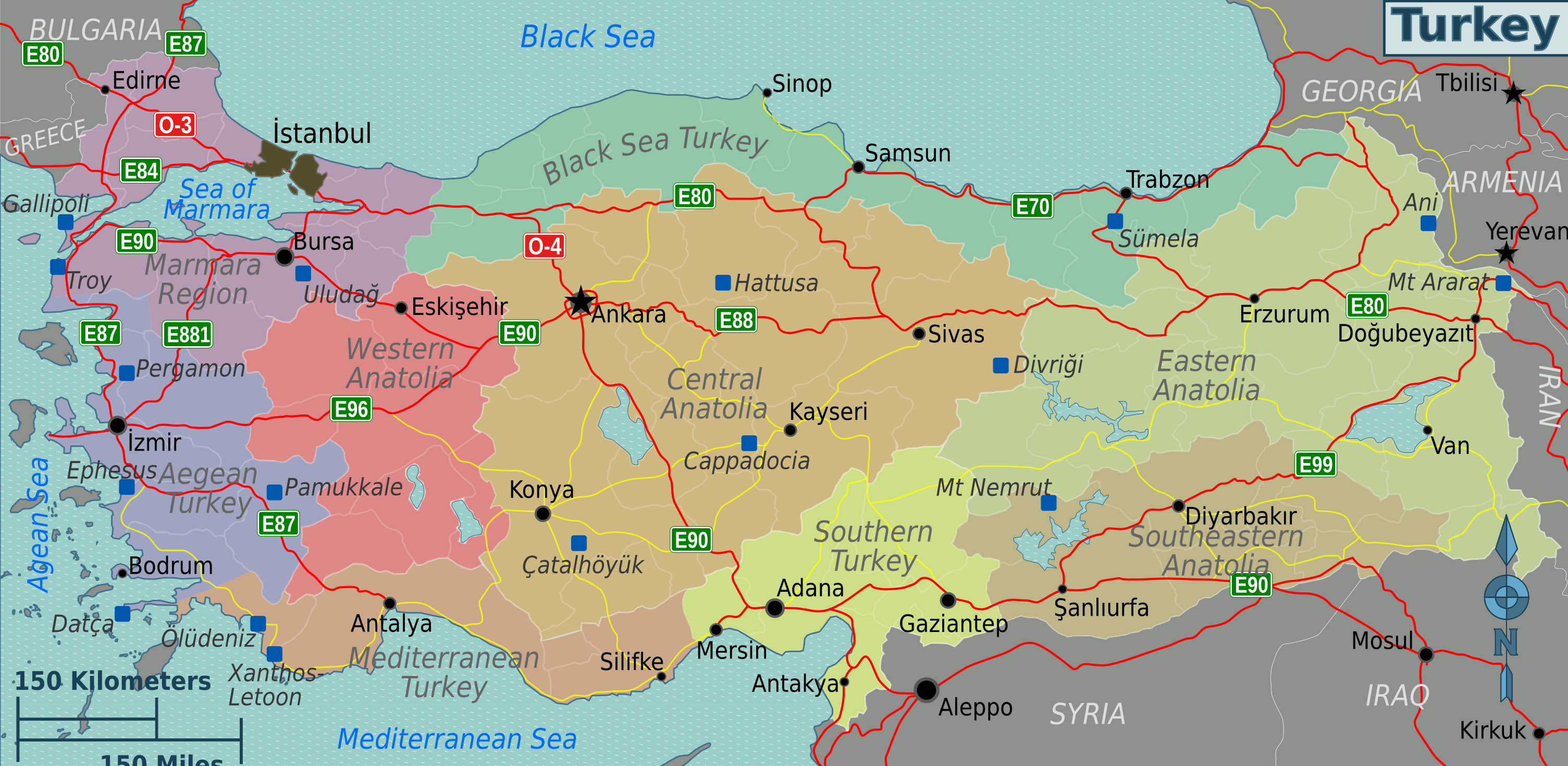
Regiones de Turquía.

Anatolia se puede dividir en tres áreas principales de producción de alfombras, centradas en las ciudades y los mercados locales, que a menudo prestan su nombre a las alfombras producidas en los alrededores. Anatolia occidental, central y oriental tienen diferentes tradiciones de tejido.  Sin embargo, las alfombras producidas comercialmente menudo se tejen independientemente de las tradiciones de diseño locales. El uso preferente de diferentes materiales y tintes, así como los diseños característicos, a veces permiten una asignación más específica de una alfombra a una de las tres regiones, o en un sitio de tejido más específico. Los colores más comunes utilizados en Anatolia occidental son azul y rojo, mientras que Anatolia central usa rojo y amarillo. Los contrastes agudos consiguen con lana blanca.

### Características técnicas regionales
|                              | Anatolia occidental                                                       | Anatolia central                                    | Anatolia oriental                                                       |
| ---------------------------- | ------------------------------------------------------------------------- | --------------------------------------------------- | ----------------------------------------------------------------------- |
| Urdimbre                     | lana, blanca                                                              | lana, en su mayoría blanca, a veces marrón          | pelo de lana y cabra, blanca y marrón                                   |
| Trama                        | lana, teñida de rojo, a veces marrón y blanca                             | lana, marrón, blanca, teñida de rojo o amarillo     | lana, principalmente marrón, a veces teñida de azul                     |
| Número de tramas             | 2-4 o más                                                                 | 2-4 o más                                           | 2-4 o más                                                               |
| Cadenas de urdimbre en capas | ninguna                                                                   | a veces                                             | ninguna                                                                 |
| Bordes                       | tramas dobladas hacia atrás, principalmente rojas, a veces de más colores | tramas dobladas atrás, rojo, amarillo y más colores | tramas dobladas atrás, policromadas, técnica de borde tipo «cremallera" |
| Terminación                  | kilim de rayas rojas o policromadas                                       | kilim, rojo, amarillo, policromado                  | kilim, marrón, rojo, azul a rayas                                       |
| Colores                      | puntos de rojo de cochinilla del nepal, azul, blanco                      | no rojo de cochinilla, rojo, amarillo               | rojo de cochinilla                                                      |

### Anatolia Occidental
Como grupo, las alfombras de Anatolia Occidental, a menudo muestran un rojo brillante y colores rojizos más claros. Los puntos blancos son prominentes, y los verdes y amarillos se ven con mayor frecuencia que en las alfombras de otras regiones de Anatolia. Las tramas a menudo se tiñen de rojo. Los bordes se refuerzan en 3-4 hilos de urdimbre. Los extremos de la alfombra a menudo están protegidos por tejido plano que contiene un pequeño adorno tejido en forma de flor.
- Estambul  es la ciudad más grande de Turquía. Durante el siglo XIX, las fábricas de la corte de Topkapı, Üsküdar y Kum Kapi produjeron alfombras de seda en diseños «safàvidas-osmànicos» siguiendo el modelo del siglo XVI, empleando armenios -de las áreas de Kayseri y Sivas- y tejedores persas. Kum Kapi fue, en el siglo XIX, el barrio armenio de Estambul. Se utilizó para el tejido el nudo asimétrico. Las alfombras de seda producidas aquí a menudo estaban tejidas con hilos de plata y oro. Dos de los tejedores de diseño más destacados fueron Zareh Penyamian y Tossounian. Zareh es conocido por sus alfombras de oración, que a menudo incluían la forma de «cabeza de soldó» del mihrab, bandas de nubes en el campo de oración, patrones de palmetas y arabescos e inscripciones del Corán, también firmó en casi todas sus alfombras. Tossounian hizo alfombras de seda con pelo alto, colores brillantes y terminaciones rojas. El diseño se inspiró en alfombras de animales persas del tipo «Sanguszko». Los colores son muy elaborados, carmín rojo, verde jade, amarillo y añil oscuro brillante.[87]
- Hereke es una ciudad costera a 60 km de Estambul en la bahía de Izmit. Un taller de tejido se estableció en 1843 construido por el sultán Abdülmecid I. Al inicio, producía únicamente para la corte otomana, que encargó alfombras para el recién acabado de construir Palacio de Dolmabahçe. La fabricación de alfombras se inició en 1891, con maestros artesanos de Sivas, Manisa y Ladikse traídos expresamente. Las alfombras Hereke son conocidas por su fino tejido. Se usaron hilos de seda y lana fina, ocasionalmente hilos de oro, plata o algodón. Las alfombras para la corte de Hereke muestran una gran variedad de colores y diseños y fueron vueltos a utilizar los modelos de medallones de las antiguas alfombras Uşak. Originariamente, el término «alfombra Hereke» se refería únicamente a los productos del taller de esta ciudad, pero con el tiempo se ha convertido en una firma comercial para cualquier alfombra de alta calidad y tejida con un diseño similar.[87][88]

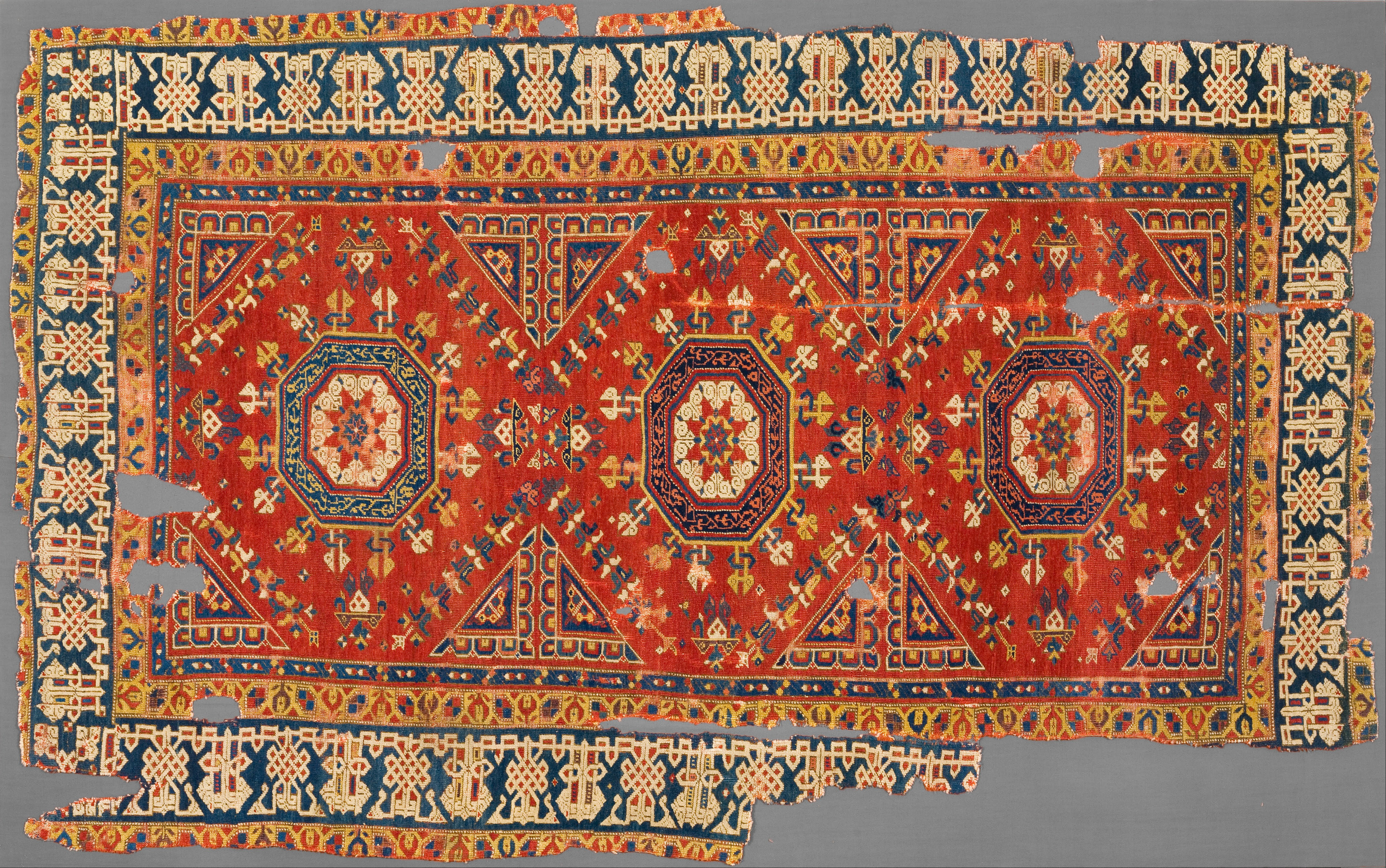
Alfombra de «patrón de Holbein grande».

- Bergama  es la ciudad capital de un distrito en la provincia de Izmir, en el noroeste de Turquía. Como si fuera un mercado para los pueblos de los alrededores, el nombre de Bergama se utiliza como firma comercial. La historia del tejido de alfombras en Bergama probablemente data del siglo XI. Sobrevivieron a esta fecha desde principios del siglo XV. El tipo de alfombra más conocido tejido para la exportación que se atribuye a la región de Bergama,[89] es el llamado «patrón de Holbein grande», o Holbein Tipo III. Un descendiente tardío del diseño Holbein de gran tamaño que se aprecia a menudo en las alfombras de Bergama, nombrado el diseño "4 + 1" "o" «quincunxial», con un gran medallón central cuadrado rodeado por cuatro cuadrados más pequeños. También las alfombras antiguas de Anatolia que se encuentran en las iglesias de Transilvania fueron tejidas en Bergama.[90] Estas alfombras suelen tener grandes motivos geométricos -del tipo «caucásico» - o más motivos florales, estilizados en diseño rectilíneo -del tipo «turco» -. Utilizan esquemas de color típicos de Anatolia occidental con rojo oscuro y azul, y acentuaciones en blanco.[87] Las alfombras realizadas por lugareños y campesinos del área de Bergama algunas veces muestran un anudado más grueso con diseños audaces y muy estilizados con colores azul, rojo y blanco en contraste.[87][88]
- Kozak es un pueblo que se encuentra al norte de Bergama  en la provincia de Izmir en el noroeste de Turquía. Por estructura y colores pertenecen al grupo Bergama. Las alfombras de pequeño formato muestran diseños geométricos, a menudo adornados con ganchos trabados, que se parece mucho a diseños caucásicos.[87]
- Yagcibedir no es un nombre de ciudad, sino una marca para un tipo de alfombra tejida en la provincia de Balikesir, en la región del Mármara. Estas alfombras se caracterizan por su alta densidad de nudos -1000-1400 por metro cuadrado- y colores atenuados. Muestran patrones geométricos en rojo oscuro, marrón y azul oscuro. Por sus finos tejidos, colores y diseño parecen a los diseños de «fondo blanco», y se tejen principalmente por personas descendientes de circasianos y turcomanos que emigraron a esta zona.[87]
- Çanakkale se encuentra en el borde oriental de los Dardanelos, cerca de la antigua Troya aldeas al sur de Çanakkale. Muestran cuadrados grandes, rombos o polígonos en sus campos y colores fuertes como rojo oscuro, azul oscuro brillante, amarillo azafrán y blanco. Ayvacık es una aldea en el sur de Çanakkale y Ezine cerca de las ruinas de Assus y Troya. Las alfombras son del tipo Bergama. Desde 1981, la iniciativa de alfombras DOBAG organiza talleres a pequeñas aldeas de Ayvacık, que producen alfombras en diseños tradicionales y con tintes naturales. La iniciativa también tiene talleres en el área de Yuntdağ cerca de Bergama, donde la gente de ascendencia turcomana teje alfombras robustas y grandes con diseños en gran parte geométricos. Diseños florales o de alfombra de oración son extraños.[87]
- El área entre Balikesir y Eskisehir está habitada principalmente por una tribu turca llamada karakecili. Las alfombras suelen ser más pequeñas, con colores alegres de rojo brillante, azul claro, blanco y verde pálido. El uso de pelo de cabra para las urdimbres hace alusión a los orígenes nómadas de la tribu. El diseño es geométrico, a menudo combinado con motivos florales estilizados. Los bordes de veces contienen filas de pastillas, así como se ve en forma más elaborada en las alfombras de «Transilvania».[87]
- Bandirma es la ciudad capital de la provincia al que ha dado su nombre. La ciudad se encuentra en la costa del mar de Mármara. Desde el siglo XIX, las alfombras tejidas de manera intrincada se producen principalmente en el diseño de alfombras de oración. La base de algodón y la urdimbre finamente anudada de lana y seda caracteriza la alfombra Bandirma como un producto de la fabricación de la ciudad. La producción disminuyó hacia finales del siglo XIX, con seda inferior o artificial y algodón mercerizado. El nombre de la ciudad y la región se usa a menudo hoy en día para imitaciones baratas vendidas por otros fabricantes.[87]
- Gordiano se encuentra a unos 100 km al noreste de Izmir. Las alfombras comenzaron a producirse en el siglo XVI. Sus modelos, en gran parte florales y estilizados, se remontan a los diseños florales otomanos de los siglos XVI y XVII. El borde principal está compuesta por hileras de tres granadas, dispuestas como flores en grupos de tres, unidas por sus tallos. Típico es también un borde ancho de siete rayas ( sobokli). Gordes es famoso principalmente por sus alfombras nupciales y de oración. Las formas de los nichos de mihrab varían desde simples arcos escalonados hasta pilares arquitectónicos artísticos, con una barra transversal rectangular horizontal sobre el nicho de mihrab. Los colores típicos son rojo cereza, rosa pastel, azul y verde junto con azul añil oscuro. Las primeras alfombras de tipo gordiano tienen un color más vivo. Desde el siglo XIX, algunas piezas muestran puntos espaciales en algodón blanco, y los colores, en general, se han vuelto más tenues.[87][91]
- Kula es la ciudad capital de la provincia de Manisa, y se encuentra a unos 100 km al este de Izmir en la carretera a Uşak. Junto con Uşak, Ladik y Bergama pertenece a los centros de tejido de alfombras más importantes de Anatolia. Los diseños de alfombras de oración son comunes, con nichos de mihrab de líneas rectas. Otro diseño específico se denomina mazarlik o «diseño de cementerio», que es un subtipo del «diseño del jardín». El esquema de color particularmente triste pero brillante causó que un tipo de alfombras de esta área se dijera "Kömürcü Kula" ( «quemador de carbón»). Una combinación con bordes predominantemente amarillos es característica de las alfombras Kula.[91] Inusual para Anatolia, y también para alfombras orientales, el tipo de alfombra nombrada «Kendirli Kula» que utiliza el cáñamo en su base. Varias alfombras de «Transilvania» se atribuyen al área de Kula.[87][90]

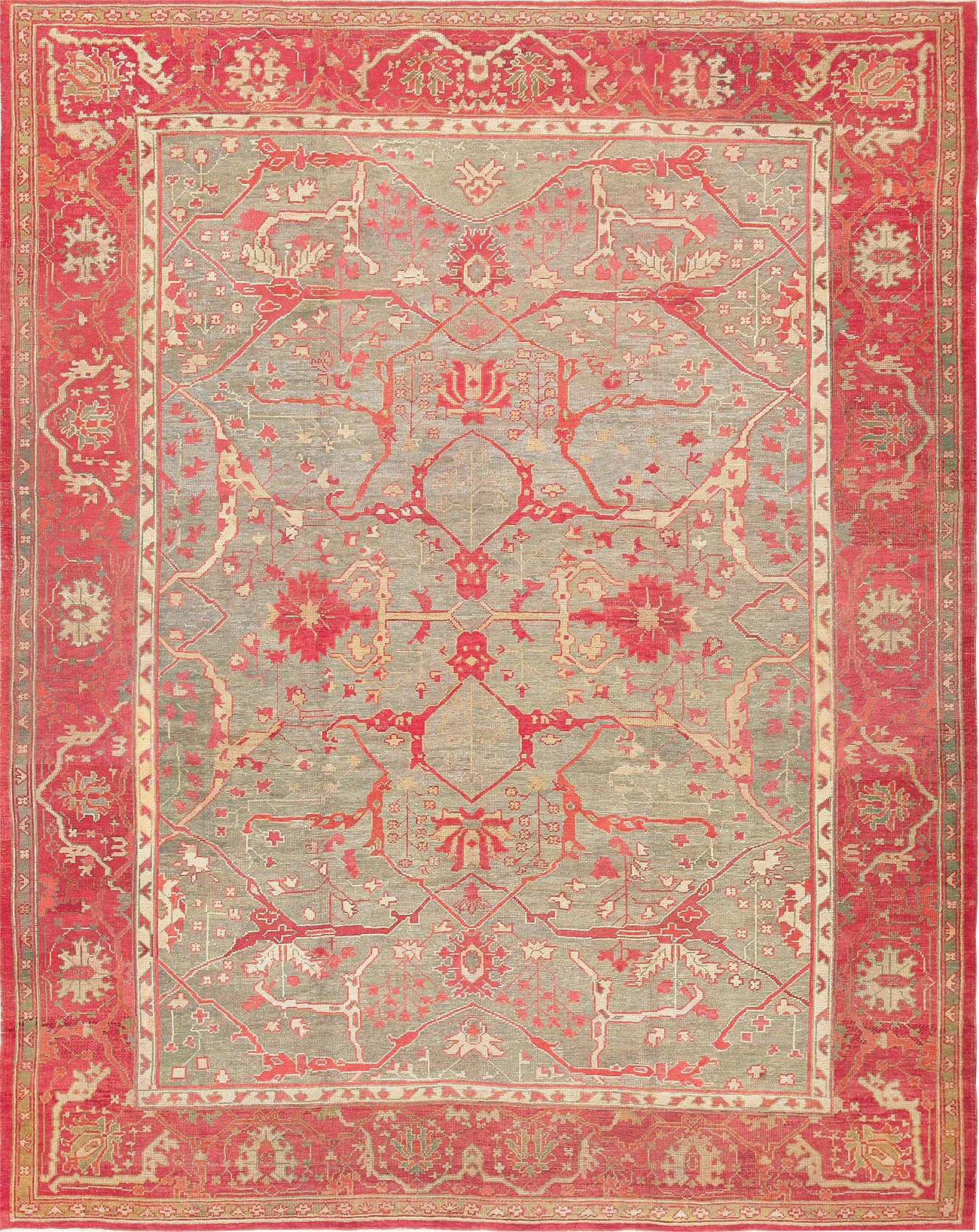
Alfombra Uşak borde i campo de «banda de nubes», disseño Mecidi.

- Uşak se encuentra al norte de Denizli en la Región del Egeo. Es uno de los centros de alfombras más famosos e importantes. De acuerdo con su estructura y patrones, hay varios tipos de alfombras nombradas alfombras Uşak «estrella», «medallón» y «fondo blanco». Representadas con frecuencia por los pintores europeos durante la época del Renacimiento, a menudo se les da, como un término de conveniencia, el nombre del pintor en las pinturas se han identificado con las alfombras correspondientes. Las más conocidas son las alfombras Holbein y Lotto.[87]
- Las alfombras Esmirna se tejen en los alrededores de la ciudad hoy conocida como Izmir. Sus «diseños urbanos» más elaborados y curvilíneos distinguen las alfombras de Esmirna de los productos de otros centros de Anatolia. Los adornos individuales están directamente relacionados con las alfombras otomanas de «la corte». En particular, los bordes principales contienen cartuchos alargados como los que se ven en las alfombras «Transilvania».[87][91]
- Milas se encuentra en la costa del suroeste de la Región del Egeo. Desde el siglo XVIII, predominantemente se tejen allí alfombras con un diseño de alfombra de oración y característicos mihrabs. Otros tipos incluyen las alfombras «Ada (isla) Milas» del área de Karaova, con polígonos verticalmente sinuosos en sus campos, y el extraño «medallón Milas» en su mayoría de color amarillo dorado sobre un fondo rojo. Sus bordes menudo muestran decoraciones en forma de estrella compuestas por adornos en forma de flecha que apuntan hacia el centro. Diseños similares también se encuentran en alfombras caucásicas. Los colores más utilizados son el violeta pálido, el amarillo cálido y el verde pálido. La base del panel de campo a menudo es de color rojo.[91]
- Mégrit se encuentra en la costa sur de Turquía, frente a la isla de Rodas. En 1923, fue vuelto a llamar Fethiye. Las alfombras Mégrit suelen mostrar una división del campo interior en otros tres campos largos, con motivos florales inscritos. También se ven diseños de alfombras de oración con bandas escalonadas. Los colores típicos son amarillo, rojo brillante, azul claro y azul oscuro, y blanco. Las alfombras de  Mégrit también se venden bajo el nombre de Milas, y a veces es difícil diferir estos dos productos de fabricación de la ciudad.[87]
- El pueblo y la provincia de Isparta no tienen una larga tradición de tejer alfombras. Las alfombras de esta región tienden a imitar los diseños de alfombras persas. Su alta densidad y robusto tejido hace que estas alfombras sean útiles para el consumo doméstico, y rara vez se exportan.[88]

### Anatolia Central
Anatolia Central es una de las principales áreas de producción de alfombras en Turquía. Los centros regionales de tejido con diseños y tradiciones diferentes son:

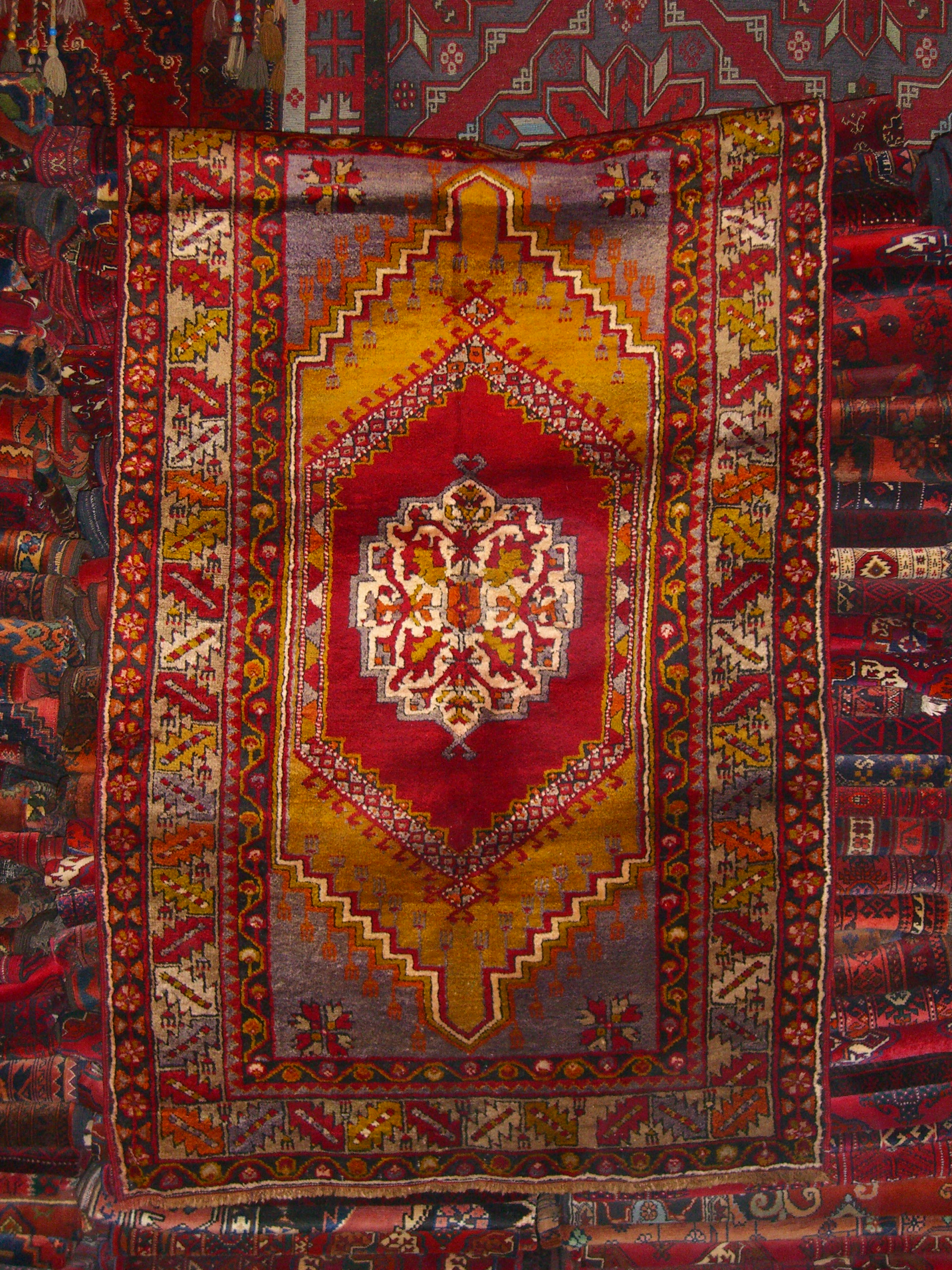
Alfombra de oración de doble nicho de Anatolia Central.

- La ciudad de Konya es la antigua capital del Sultanato de Rum en tiempos de la dinastía selyúcida. El Museo Mevlana en Konya tiene una gran colección de alfombras de Anatolia, incluidos algunos de los fragmentos que se encontraban en las mezquitas Alaeddin y Eşrefoğlu. Las alfombras de fabricación de Konya a menudo muestran un elaborado diseño de alfombra de oración, con un campo rojo brillante de color groseramente monocromático. Las alfombras «Konya-Derbent» a menudo tienen dos medallones florales en el campo bajo el mihrab. La tradición de la alfombra «Konya-Selçuk» utiliza un delgado medallón octogonal en medio del campo, con tres formas geométricas opuestas coronadas por tulipanes. También es típico un amplio borde principal ornamental con patrones detallados de filigrana flanqueados por dos bordes secundarias con serpenteantes enredaderas y flores. Las alfombras «Keçimuslu» a menudo se venden como alfombras de Konya, y muestran un campo similar de color rojo brillante, pero con prominentes colores verdes borde principal.[88][92]
- Las alfombras de Konya-Ladik muestran diseños de alfombras de oración. Sus campos son en su mayoría en rojo brillante, con diseños de mihrab escalonados. Enfrente, y algunas veces arriba, el nicho de oración son aguiluchos más pequeños. Los frontones a menudo están dispuestos en grupos de tres, cada frontispicio decorado con un adorno de tulipán geométrico estilizado. Los tulipanes frecuentemente se muestran boca abajo en el extremo inferior del nicho de oración. Los enjutas suelen ser de color amarillo dorado y muestran adornos de jarra de agua. El diseño «Ladik sinekli» también es específico para Ladik. En un campo blanco o crema, se dispone una multitud de pequeños ornamentos negros, que se parecen a las «moscas». Las alfombras «Innice» se parecen a las alfombras Ladik en el uso de adornos de tulipanes y el audaz campo rojo complementado por la base verde brillante de las enjutas. Las alfombras «Obruk» muestran el diseño y los colores típicos de Konya, pero sus ornamentos son más audaces y estilizados, semejantes a las tradiciones de los yürük, tejedores de este pueblo. Las alfombras Obruk a veces también se venden en Kayseri.[88][92]
- Las alfombras de Kayseri se distinguen por su fino tejido que caracteriza la producción de manufactura, que prevalece en esta área. Las alfombras se realizan principalmente para la exportación e imitan diseños de otras regiones. Se usa lana, seda y seda artificial. Los principales productos de los fabricantes de Kayseri se acercan mucho a los de Hereke y Kum-Kapi. Avanos, Ürgüp, Avanos y İncesu son pueblos de Capadocia.[87][88][92]
- Las alfombras de Avanos, a menudo en diseño de alfombras de oración, se distinguen por su tejido denso. Por regla general, un elaborado colgante que representa una lámpara de la mezquita o un amuleto protector triangular («mosca») que cuelga del nicho de oración adorna el campo. Los nichos de oración a menudo son escalonados o dibujados en los lados en la forma clásica de «cabeza y hombros». El campo menudo es de color rojo brillante, y rodeado de enjutas grogcs y bordes. El fino tejido permite patrones ornamentales elaborados, que hacen que la alfombra de Avanos sea fácil de identificar entre otras alfombras.[87][88][92]
- Las alfombras Ürgüp se distinguen por sus colores. El marrón dorado es dominante, a menudo se ven naranja brillante y amarillo. Un medallón dentro de otro se coloca con frecuencia en el campo, que es de un color típico «Ürgüp rojo», decorado con motivos florales. Las palmetas llenan los medallones de la esquina y los bordes principales. El borde secundario más externo, a menudo tiene almenas recíprocas.[87][88][92]

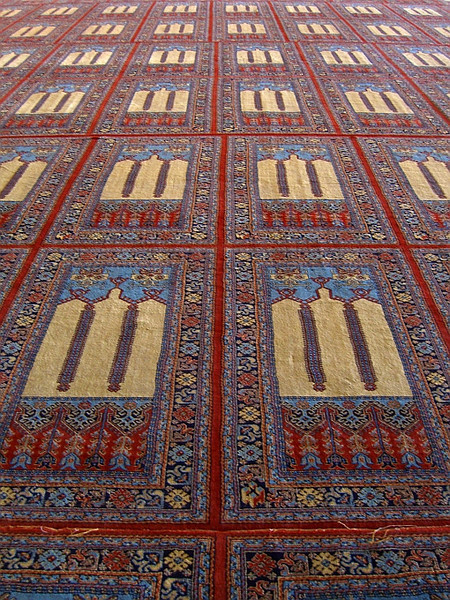
Alfombra de «oración de nicho múltiple», o saph en la Mezquita Azul de Estambul.

- Las alfombras de Kırşehir, Mucura y Ortaköy están estrechamente relacionadas, y no se distinguen fácilmente entre sí. Los diseños de oración y medallón están tejidos, así como diseños de jardín ( mazarliko «cementerio»). Los colores azul turquesa pálido, verde pálido y rosa prevalecen. Las alfombras de Ortaköy muestran un ornamento central hexagonal, que a menudo incluye un diseño cruciforme. Los bordes muestran claveles estilizados dispuestos en una fila de compartimentos cuadrados. Las alfombras de Mucura tienen un diseño escalonado de «nicho de oración dentro de otro nicho de oración», con contrastes de colores rojos y añil claros y separados por contornos amarillos. Los bordes están compuestas por hileras de cuadrados rellenados de diamantes geométricos o modelos romboidales. Mucura y Kırşehir también son conocidos por sus alfombras de «oración de nicho múltiple», o Saph.[87][88][92]
- Niğde es el gran mercado de muchas alfombras tejidas en los pueblos de los alrededores que se venden con la firma de Niğde. Si se utiliza un diseño de alfombra de oración, el nicho y las enjutas suelen ser altos y estrechos. Asimismo, el campo central no es de manera sustancial mayor que el borde principal. Típico para Taspinar son los medallones centrales alargados, casi ojivales y los colores dominantes en rojo cálido, azul y verde claro. Las alfombras Fertek se distinguen por sus adornos florales simples. El campo principal menudo no está separado del borde principal, como de costumbre, sino por un borde secundario más pequeño. El borde secundario más externo suele tener modelos de almenas. La composición del color a menudo contiene rojos suaves, verdes oliva oscuro y azul. Las alfombras Maden usaban rojo de cochinilla para sus campos principales, que son estrechos y delgados, como los típicos de las alfombras Niğde. La base de su borde principal menudo está teñida de marrón corrosivo, lo que causa el deterioro de alfombras en las áreas tejidas con este hilo y produce un efecto de relieve. Yahali es un centro regional y un mercado para sus alrededores. Las alfombras de esta región a menudo tienen un medallón central hexagonal, con adornos de doble gancho en los campos y claveles al borde principal.[87][88][92]

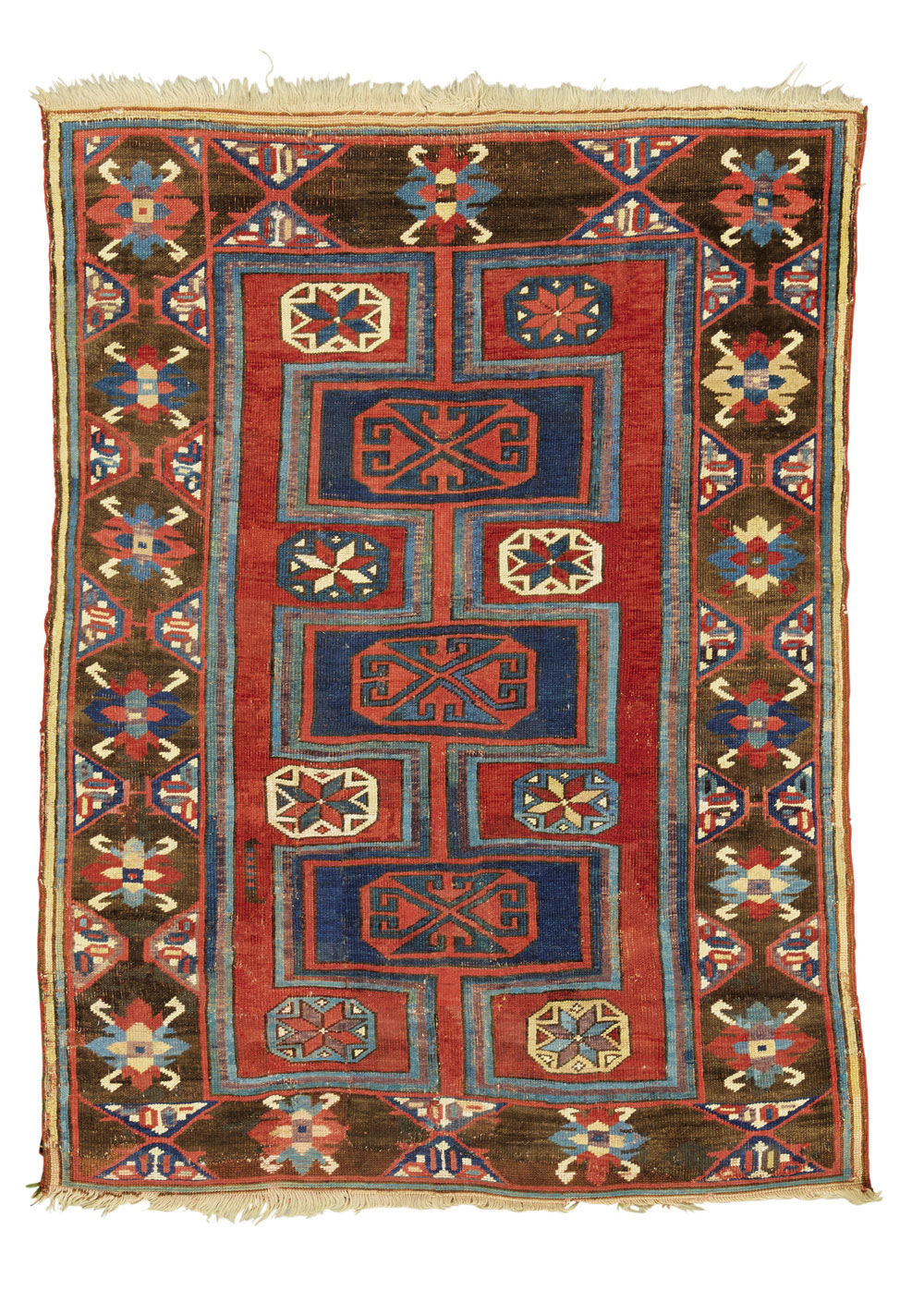
Alfombra de Karapinar.

- Las alfombras de Karapinar y Karaman pertenecen geográficamente al área de Konya, pero su diseño es más similar a las alfombras tejidas en el área de Niğde . El diseño de algunas alfombras Karapinar muestra similitudes, pero no está relacionado, con alfombras turcomanas, ya que tres columnas coronadas por anzuelos dobles con frecuencia forman el nicho de oración. Los adornos opuestos de «doble gancho» llenan las columnas tanto en las alfombras de Karapinar como de Karaman. Otro tipo de diseño que se ve a menudo en los campos de Karapinar consta de motivos geométricos hexagonales primarios dispuestos uno sobre otro, en rojo tenue, amarillo, verde y blanco.[87][88][92]
- Sivas, Zara y Kangal, las fábricas estatales, algunas de ellas organizadas como escuelas de tejido, producen alfombras a Sivas. El diseño imita alfombras de otras regiones, especialmente diseños persas. Las alfombras tradicionales de Sivas se distinguen por su pelo de terciopelo, denso, en diseños elaborados que son característicos de una «fábrica de la ciudad». El borde principal consta en general de filas de tres claveles, unidos por un tallo. Zara, a 70 km al este de Sivas, tiene una colonia de tejedores de Armenia que produce alfombras con un diseño característico compuesto por hileras de rayas verticales que se extienden por todo el campo. Cada franja está llena de elaborados arabescos florales. El pelo se recorta muy corto para que los modelos muy detallados puedan verse claramente.[87][88][92]

### Anatolia Oriental
Actualmente no podemos reconocer diseños locales específicos en alfombras de la región de Anatolia Oriental. Hasta el genocidio armenio 1915, el este de Anatolia tenía una gran población armenia, y algunas veces las alfombras son identificadas como de producción armenia por sus inscripciones. También falta información respecto de la producción de alfombras kurdas y turcas. La investigación en la década de 1980 ha llegado a la conclusión de que la tradición del tejido casi se ha desvanecido, y se puede perder todavía más información específica.

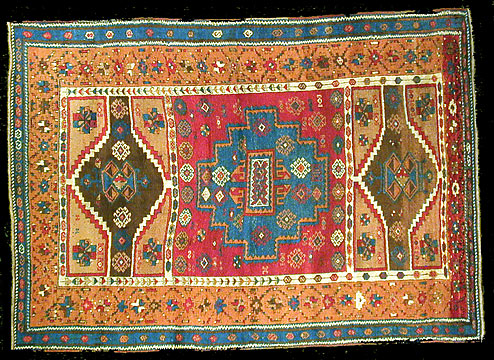
Alfombra «Yörük-Teppich», región de Anatolia Oriental, circa 1880.

- Kars es la capital de la provincia de Kars al noreste de Anatolia. Las alfombras producidas alrededor de la ciudad son similares a las alfombras caucásicas, con sus colores más tenues. Kars también se usa como firma, relacionada con la calidad del tejido. Las alfombras de más baja calidad tejidas en esta región a veces se llaman alfombras «Hudut» -es decir, fronterizas-, ya que se tejen en la zona de la frontera entre Turquía, Irán, Armenia y Georgia. Los diseños típicos se parecen mucho a las regiones caucásicas vecinas. Las alfombras Kars muestran diseños «Kasak» como se ve en las alfombras Fachralo, Gendje y Akstafa, pero su estructura y materiales son diferentes. Las alfombras de Kars o Hudut a veces tienen pelo de cabra.[88]

Otras alfombras de Anatolia oriental en general no se atribuyen a un lugar específico, sino que se clasifican según su procedencia tribal. Como las tribus kurdas o los Yörük que habían vivido como nómadas la mayor parte de su historia, y tendían a tejer diseños tradicionales tribales, más que locales. Si una alfombra con un diseño general de Yörük se puede atribuir a una región específica -como los Yörük también viven en otras regiones de Anatolia-, el nombre «Yörük» a veces precede al nombre regional. La región cerca de las ciudades de Diyarbakır, Hakkâri y la provincia de Van tiene una gran población kurda. En las ciudades de Hakkâri y Erzurum hay mercados de kilims kurdos, alfombras y objetos más pequeños, como cunas, bolsas y decoraciones para tiendas de campaña.